# 전략적 팀 전투
전략적 팀 전투(Teamfight Tactics, TFT 팀파이트 택틱스[*]), 속칭 롤토체스는 라이엇 게임즈가 제작, 배급하는 리그 오브 레전드와 세계관을 공유하는 오토 배틀러 게임이다. 윈도우, 맥OS 버전이 2019년 6월 26일 출시되었고, 이후 2020년 3월 19일 안드로이드, iOS 버전이 출시되었다.

## 10 시즌

### 1. 시즌 개요
- 타이틀 : 리믹스 럼블
- 기간 : 2023년 11월 21일 13.23 패치부터 2024년 3월 20일 14.6패치까지
- 특징 : 리믹스 럼블 뮤직비디오와 함께 공개되었으며, DJ스킨인 True Damage 야스오와 연계된 음악 테마를 특징으로 합니다.

### 2. 랭크 시스템 업데이트
시즌 10부터 랭크 시스템에 변경이 생겼습니다.
- 플래티넘과 다이아몬드 티어 사이에 에메랄드 티어가 신설되어 에메랄드 티어로 플래티넘과 다이아몬드 티어간의 실력을 세분화합니다.
- 휴면 강등으로 하락하는 LP가 이전에는 전 구간 -250LP에서 마스터 티어는 50LP로, 그랜드 마스터에서는 150LP로, 챌린저는 그대로 -250LP로 완화됐습니다.

### 3. 게임 시스템 업데이트
최대 레벨이 10레벨로 상승하고, 리롤 확률이 변경됩니다.
5코스트 챔피언을 구매하기 위해서는 이제 더 높은 레벨이 요구됩니다.

#### 등급별 챔피언 최대 개수
- 1코스트 : 29 -> 22
- 2코스트 : 22 -> 20
- 3코스트 : 18 -> 17
- 4코스트 : 12 -> 10
- 5코스트 : 10 -> 9

기물 재고가 줄어 들어 다른 유저와의 덱이 겹쳤을 경우 2, 3성 확보가 더 어려워졌습니다.

#### 최대 레벨 증가 및 필요 경험치
- Lv. 5 -> Lv. 6 24xp -> 20xp
- Lv. 6 -> Lv. 7 40xp -> 36xp
- Lv. 7 -> Lv. 8 60xp -> 48xp
- Lv. 8 -> Lv. 9 84xp -> 80xp
- Lv. 9 -> Lv. 10 100xp -> 84xp

#### 레벨별 코스트 챔피언 등장 확률
| 레벨  | 1코스트 | 2코스트 | 3코스트 | 4코스트 | 5코스트 |
| ----- | ------- | ------- | ------- | ------- | ------- |
| Lv.6  | 30%     | 40%     | 25%     | 5%      | 0%      |
| Lv.7  | 19%     | 35%     | 35%     | 10%     | 1%      |
| Lv.8  | 18%     | 25%     | 36%     | 18%     | 3%      |
| Lv.9  | 10%     | 20%     | 25%     | 35%     | 10%     |
| Lv.10 | 5%      | 10%     | 20%     | 40%     | 25%     |

### 4. 헤드라이너
시즌 10의 핵심 시스템으로 시즌 4에 있었던 자 체계와 매우 흡사하여 구매 즉시 2성을 제공하고 특성 중 일부가 +1만큼 추가로 적용됩니다.
시즌4와 다른 점은 헤드라이너가 없다면 매번, 있다면 4번째 새로고침마다  상점 맨 오른쪽 칸에 등장하며 이미 헤드라이너를 보유하고 있다고 하더라도 등장할 수 있습니다. 하지만 새 헤드라이너를 구매하기 위해서는 기존에 보유하고 있던 헤드라이너를 판매해야 합니다.
1, 2, 3단계 헤드라이너의 경우는 다른 유저의 유닛 보유 유뮤에 영향받지 않고 헤드라이너가 등장합니다.
반면 4단계 헤드라이너 같은 경우는 같은 기물을 4명이상 보유시 헤드라이너가 등장하지 않습니다.
5단계 헤드라이너 또한 같은 기물을 3명이상 보유시 헤드라이너가 등장하지 않습니다.
| 레벨  | 1코스트 | 2코스트 | 3코스트 | 4코스트 | 5코스트 |
| ----- | ------- | ------- | ------- | ------- | ------- |
| Lv.1  | 100%    | 0%      | 0%      | 0%      | 0%      |
| Lv.2  | 100%    | 0%      | 0%      | 0%      | 0%      |
| Lv.3  | 100%    | 0%      | 0%      | 0%      | 0%      |
| Lv.4  | 80%     | 20%     | 0%      | 0%      | 0%      |
| Lv.5  | 30%     | 70%     | 0%      | 0%      | 0%      |
| Lv.6  | 0%      | 75%     | 25%     | 0%      | 0%      |
| Lv.7  | 0%      | 40%     | 60%     | 0%      | 0%      |
| Lv.8  | 0%      | 0%      | 70%     | 30%     | 0%      |
| Lv.9  | 0%      | 0%      | 0%      | 98%     | 2%      |
| Lv.10 | 0%      | 0%      | 0%      | 30%     | 70%     |

굵은 글씨

### 5. 차원문
증강 관련
- 실버 교향곡 : 이번 게임의 모든 증강이 실버 티어가 됩니다.
- 골드 교향곡 : 이번 게임의 모든 증강이 골드 티어가 됩니다.
- 프리즘 교향곡 : 이번 게임의 모든 증강이 프리즘 티어가 됩니다.
- 골드 전주곡 : 이번 게임에서 처음으로 얻는 증강이 골드 티어가 됩니다.
- 프리즘 전주곡 : 이번 게임에서 처음으로 얻는 증강이 프리즘 티어가 됩니다.
- 골드 대단원 : 이번 게임에서 얻는 마지막 증강이 골드 티어가 됩니다.
- 프리즘 대단원 : 이번 게임에서 얻는 마지막 증강이 프리즘 티어가 됩니다.
- 크레센도 : 이번 게임에서 증강을 실버, 골드, 프리즘 순으로 얻습니다.
- 데크레센도 : 이번 게임에서 증강을 프리즘, 골드, 실버 순으로 얻습니다.

챔피언 관련
- 3단계 챔피언 : 무작위 3단계 챔피언을 지닌 상태에서 시작합니다.
- 챔피언 복제기 : 챔피언 복제기를 지닌 상태에서 시작합니다.
- 챔피언 3명 : 무작위 1단계 챔피언 3명을 지닌 상태에서 시작합니다.
- 챔피언 배달 : 스테이지당 두 번 고단계 챔피언을 얻습니다. 획득하는 챔피언의 단계는 게임 시간이 지나면서 올라갑니다.

유닛 관련
- 훈련 봇 : 훈련 봇을 지닌 상태에서 시작합니다.
- 유닛 촉진제 : 아군이 추가 공격 속도와 이동 속도를 얻습니다.
- 방랑하는 조련사 : 영구적인 특성 상징 3개를 장착한 훈련 봇을 하나 보유한 상태로 시작합니다.

헤드라이너 관련
- 다재다능 : 헤드라이너가 특성 하나를 추가로 얻습니다.
- 쇼 타임! : 현재 레벨보다 높은 레벨의 헤드라이너가 등장합니다.

아이템 관련
- 조합 아이템 모루 : 조합 아이템 모루 2개를 지닌 상태에서 시작합니다.
- 완성 아이템 모루 : 게임 시작 시 완성 아이템 모루 1개를 획득합니다.
- 찬란한 아이템 : 라운드 3-7에서 자석 제거기 하나를 얻고, 찬란한 아이템 5개 중에서 하나를 선택합니다. 찬란한 아이템은 완성 아이템의 강화된 버전입니다.
- 유물 모루 : 고유 효과를 지닌 강력한 아이템을 선택할 수 있는 유물 모루를 가지고 게임을 시작합니다.
- 지원 아이템 모루 : 지원 아이템 모루 1개를 보유한 상태로 시작합니다.
- 전략가의 왕관 : 전략가의 왕관을 보유한 상태로 시작합니다.

골드 관련
- 증강 획득 : 증강을 선택할 때마다 갖고 있는 증강 수에 따라 3골드를 획득합니다.
- 아이템 획득 : 아이템을 완성하면 2골드를 획득합니다.
- 골드 단지 : 6-1 스테이지에서 생존 중인 모든 플레이어들에게 120골드를 나누어 지급합니다.

시스템 관련
- 거대한 전설이 : 115의 플레이어 체력을 지닌 상태에서 시작합니다.
- 공동 선택 아이템 증가 : 조합 아이템 공동 선택 시 챔피언이 더 많은 조합 아이템을 보유합니다.
- 바위 게 웅덩이 : 몬스터가 추가 전리품을 주는 게로 대체됩니다!
- 광란의 게판 : 춤추는 게가 PvE 라운드를 대체하고 추가 전리품을 떨어뜨립니다. 스테이지 5 이후에 출현하는 게는 극도로 위험해집니다. 초고속 모드에서는 전리품을 두 스테이지마다 획득합니다.
- 뒤집개 : 뒤집개를 지닌 상태에서 시작합니다.
- 전리품 정기 구독 : 스테이지마다 수많은 전리품 중에서 무작위로 전리품을 획득합니다.
- 보물 무기고 : 스테이지 4-7에 강력한 전리품 5개가 든 꾸러미를 선택합니다. 초고속 모드에서는 스테이지 8-1에 선택합니다.
- 신성한 축복 : 플레이어 체력이 40에 도달하면 강력한 전리품이 든 축복을 받습니다. 초고속 모드에서는 플레이어 체력이 10일 때 받습니다.

### 6. 시너지 - 계열

#### ● 8비트
아케이드 스킨을 비롯해 고전 게임을 연상시키는 챔피언들로 이루어진 계열. 아군의 입힌 피해량을 기록해 점수를 쌓는 방식. 전 시즌의 사수를 연상시키는 공격력 증가 시너지이지만 여러모로 하자가 많다.풀 중첩이라고해봤자 죽검은 커녕 동등한 단계의 거물 시너지 스킬 사용 효과보다 못하며 6비트 최종 보상도 터무니 없이 높은 점수라 채우지도 못하고 보상도 받지 못한 채 끝나는 경우가 많다.
이 때문에 13.24패치에서 공격력 버프가 증가하고 최고 단계 기록도 하향 조정되었다. 14.1 패치에서 공격력 수치가 한 번 더 버프되었다.
덱 구성의 경우 가렌을 위시한 감시자를 탱커로 사용하면서 코르키 혹은 리븐 3성작을 노리거나 케이틀린을 사용하면서 밸류덱을 겸하는 것이 일반적이다.
6비트 최종 점수 달성시 1~2초 간격으로 3골드나 복제기가 무한하게 쏟아진다. 달성만하면 사실상 게임에서 승리한 거나 다름없는 수준이나, 애초에 이걸 달성할 정도면 이미 게임자체가 극 후반부고 6비트 덱으로 이미 승기를 잡은거나 다름없어서 달성해도 5코 3성을 노린다던가하는 뽕맛 용도 외에는 큰 의미가 없다.

#### ● Heart Steel
Heartsteel 멤버들로 이루어진 계열. 행운-용족-용병-지하세계-필트오버를 잇는 보상 시너지이다.
이전 시너지들과 다른 점은 무조건 4번째 전투를 치를 때마다 보상을 얻는다는 점과 적 챔피언 처치 시 스택을 더 쌓는다는 점이다. 물론 연패 시 스택이 더 차는 것은 동일하므로 이론상 아슬아슬하게 연패하는 것이 최고라고 할 수 있다.
10시너지가 최고 시너지인데, 롤체 역사 전체에서 통틀어도 만드는 난이도가 가장 어려운 시너지라 할 수 있다. 모든 하트스틸 유닛을 헤드라이너를 포함해 모은 뒤 무려 상징을 3개나 얻고 9레벨 이상에 5코 기물인 케인이 있어야 한다. 비전투 보상 시너지기 때문에 대부분 10하트스틸을 보기 전에 리타이어 당하는 것이 대다수. 이번 시즌은 증강에서 영혼 증강류가 삭제돼서 더더욱 힘들다. 그나마 뒤집개로 제작할 수는 있다는 게 위안거리.
12 - 6 패치로 정신나간 듯이 상향되었다. 엄청난 세트 보너스의 대가로 챔피언들의 성능이 하나같이 나사가 빠져있었는데 1렙 크산테 헤드라이너부터 마나가 20이 깍이면서 매우 빠르게, 그리고 자주 방어태세로 접어든다. 패치 전부터 단단하긴 했는데 물리공격력 계수도 상승하고 자주 때리게 돼서 딜도 꽤나 아프다. 무엇보다 크게 변한 요네는 하트스틸덱의 초반 캐리기물로 환골탈태했다. 세트는 패치 이전부터 고성능에 좋은 시너지였는데 너프를 피해갔고 이즈리얼도 버프를 받고 거물을 받으면 굉장한 데미지를 보여주고 같은 거물인 진이랑 코어템 쇼진을 공유하기 때문에 빌드업 용도로 채용하기 편하다. 아펠리오스만 짐더미 정도다. 케인 역시 상향을 받았는데 여전히 하트스틸 아니면 집질 않으니 선점이나 초밥집 싸움에서 유리한 편이다.
빌드업 용도로 하트스틸이 충분히 쓸만해져서 채용률이 늘었고 천덕꾸러기였던 요네는 성능이 출중해진 나머지 이단아, 스테이지 다이버 덱 초반 운영 난이도가 내려갔다.
최근들어 다시 주목받고 있다. 다들 공식처럼 4-2에서 8렙찍고 미친듯이 리롤하는데 초반에는 하트스틸을 안먹고 하나씩만 집어서 쎄게 가면서 피관리를 하다가 이때 아칼리 이즈에 템을 몰아줘서 뒷라인만 지우고 5하트스틸로 4번만 지는 것이다. 그러면 9렙갈 돈이 나오고 하트스틸빨로 1위를 노려볼 수 있게되었다.

#### ● EDM
창공 스킨으로 이루어진 계열.
설명에서 샘플링이니 주파수니 하는 용어들로 난해하게 적혀있지만, 실제로는 크게 이해하기 어렵지 않은 간단한 방식이다. EDM 시너지를 활성화시키면 전 시즌의 용술사나 메카 시너지와 같이 기물 지정용 아이템인 'EDM 선택기'라는 아이템을 주는데, 그 아이템을 통해 기물을 지정하면 그 기물의 스킬을 선택된 기물을 포함한 EDM 기물들 전체가 일정 간격으로 사용한다.
챔피언별 기본 스킬 사용 빈도 타이머
- 잭스: 8초
- 럭스: 8초
- 제드: 6초
- 자크: 9초

#### ● K/DA
K/DA 멤버들로 이루어진 계열. 릴리아와 니코는 K/DA의 열혈 팬 컨셉으로 고유 스킨을 갖고 참전한다.
이전 시즌 녹서스와 비슷하게 추가 능력치를 고루 제공하고, 특정 칸에 올려놔야 적용된다는 점은 시즌 6의 사교계를 연상시키는 효과이다. 스포트라이트 배치는 게임마다 랜덤으로 변경된다.(최소 9칸~최대 14칸) 다만 비슷한 메커니즘의 과거 시너지들과는 차별점이 있는데 이전에는 모든 유저가 정해진 자리를 동일하게 공유하는 반면 시즌 10의 K/DA는 유저마다 스포트라이트 배치 형태가 달라진다. 따라서 스포트라이트가 어떻게 배치될지는 직접 시너지를 활성화시켜야 확인할 수 있다.
기물 수도 많고 시너지 자체도 모든 기물이 받을 수 있는 쏠쏠한 효과라 주로 서브로 많이 채용된다. 특히 릴리아와 니코로 열혈팬도 함께 켤 수 있기 때문에 초반 빌드업 과정에서 매우 강력한 모습을 보여준다.
K/DA 멤버들을 스포트라이트 칸에 올리면 ALL OUT 스킨으로 변화한다. 팬들이나 상징을 박은 타 챔피언은 변하지 않는다.

#### ● True Damage
True Damage 멤버들로 이루어진 계열. 케넨의 경우 팬이라는 컨셉으로 고유 스킨과 함께 편입되었다.
이름 그대로 고정 피해를 추가로 입힌다. 또한 시즌 3의 사이버네틱 시너지와 유사하게 아이템을 장착하면 추가 효과를 얻는다. 9시너지의 '효과가 플래티넘으로 강화된다.'라는 말이 난해할 수 있지만, 실제로는 기존 효과가 2배로 증가하는 방식이다. 야스오의 경우 즉사 판정이 체력 15%에서 체력 30%가 되는 식. 단 체력을 6난동꾼 급으로 올려주는 10KDA, 어마어마한 수치의 피해 감소를 제공하는 10펜타킬과 달리 9트루데미지의 경우는 딜적인 능력치만 극대화되기 때문에 불안정한 면이 있다.

#### ● 디스코
우주 그루브 스킨으로 이루어진 계열. 시즌 7의 비취와 거의 유사한 시너지이다. 비취와 마찬가지로 초반 빌드업에 유용하다. 특히 초반에 상대 덱에 치유 효과 감소가 없다면 상당한 유지력을 보여준다.
디스코 시너지를 활성화한 상태로 대격변 생성기 증강을 고를 경우 디스코 볼 하나가 영구적으로 사라지는 버그가 존재한다.

#### ● 마에스트로
협곡의 진 패시브를 표방해 만든 특성으로 보인다.

#### ● 와일드카드
1등을 노리기 위한 스노우볼링과 순위방어 모두에 효과적인 시너지지만 비슷한 포지션의 키아나와 비교하면 케인의 성능이 좋지 않고, 특히 라아스트의 전략가 체력 1회복은 후반으로 갈수록 무의미한 특성이다. 다만 그림자암살자로 획득하는 3골드는 전리품이나 아이템과 함께 시너지를 낼 경우, 게임을 굳히는 원동력이 된다.

#### ● 이모코어
90년대에 유행한 이모 컨셉을 가진 요들 및 어린 챔피언들로 이루어진 계열. 마나 소모량이 감소하고 아군 사망 시 마나를 추가로 얻는다.
4시너지는 2시너지에 비해 애매하고, 6시너지를 하려면 헤드라이너에 이모코어 상징 1개를 추가로 얻어야 하기 때문에 고위 시너지를 맞추기는 애매한 편. 대신 각 기물이 강력하다는 장점이 있어 주력으로 사용할 유닛에 2시너지만 맞춰주고 다른 시너지 기물을 많이 섞어주는 방식으로 운용한다.
애니는 압도적인 초반 패왕으로 만인의 사랑을 받고 있으며 특히 헤드라이너로 사용 시 초반에는 시너지를 풀로 받은 기물보다도 훨씬 강력하다. 이 때문에 너도나도 찍먹을 하기 때문에 그만큼 3성을 찍기 힘들고 1코 기물의 한계가 존재해 후반에는 힘이 빠진다.
매우 빠르게 2명 스턴을 쓰는 벡스는 후반까지 꾸준히 유용한 편이다. 아군이 죽어나갈때마다 계속 스턴을 걸기 때문에 굉장히 고평가를 받는 기물이다.
대부분 펑크 리롤덱에서 아무무-벡스로 2시너지만 채용하는 편이며, 4시너지 이상을 채용하는 경우는 거의 없다. 14.2에서 6시너지의 주문력 증가가 20에서 30으로 버프를 먹었지만, 조합 난이도에 비해 여전히 성능이 높다고 보기는 어렵다.

#### ● 일류비트
일라오이를 배치하면 촉수가 추가로 배치되는 특성. 앞라인에 나열해 탱커라인을 보충 할 수도 있고, 특히 상대방이 K/DA 아칼리나 EDM 럭스를 운용하는 덱과 같은 경우 촉수를 맨 뒷열 양쪽 사이드에 배치해 뒷라인 캐리 기물의 어그로를 빼주는 방식으로도 운용 가능하다.

#### ● 재즈
재즈를 연상시키는 챔피언들로 이루어진 계열. 시너지가 많아질수록 강해지는 특성을 가지고 있다. 고밸류 조합 또는 바드나 미스 포츈을 주축으로 하는 리롤 조합에서 종종 사용된다. 14.1 패치 이후로 등장한 '제자이뽀' 조합에서도 보조 시너지로 사용된다.
열혈팬 기물인 릴리아, 케넨, 니코에 에코와 카이사를 투입하면 7렙부터 7시너지를 켜는게 가능해 이를 활용한 리롤 조합이 널리 쓰이는 편이다. 특히 전용 증강인 이게 재즈다가 7시너지부터 최고 능력치를 제공한다는 점과 맞물려 한때 0티어급 성능을 자랑했다. 결국 13.24에서 수치가 너프되었다.
몇몇 기물들이 단독으로 가지고 있는 고유 특성들은 재즈 특성 시너지에 반영되지 않는다는 점은 유의해야 할 부분이다.

#### ● 컨트리
하이 눈 스킨으로 이루어진 계열. 원소술사-메카 파일럿-광신도-괴생명체-혁신가-조련사-필트오버 및 공허의 뒤를 잇는 소환류 시너지이다.
아군이 체력을 잃어야 헤카림이 등장한다는 점에서 광신도 시너지와 거의 유사하다.
시너지 수와 컨트리 기물 별 개수에 따라 공포마의 스펙과 스킬이 달라진다. 1성 기물 3 시너지 공포마는 평범한 3코 1성 기물 수준, 1성 위주의 5 시너지 공포마는 2~3코 2성 기물 수준인데 반해, 극후반의 3성 컨트리 기물들이 즐비할때 나오는 7시너지 공포마는 3코 3성작+풀템을 갖춘 어지간한 캐리 기물보다도 강할때가 있다.
컨트리 문양 하나와 컨트리 헤드라이너만 갖추면 7시너지를 맞출 수 있는만큼, 상대적으로 등장빈도도 잦은 편이다. 다만 초반에 기물 하나가 추가되는 셈이라 그럭저럭 유용한 3 시너지 공포마, 조건부로 하드 캐리가 가능한 7 시너지 공포마와는 달리 5 시너지 공포마 효과는 흡혈효과를 줌에도 불구하고 공포마 자체의 스펙이 어정쩌해서 계륵에 가깝다.

#### ● 펑크
저코스트 위주 초반 트럭 시너지. 기본적으로 펑크 기물에게 체력과 공격력을 제공하고 매 라운드 첫 리롤은 1원이 되며, 리롤 할때마다 시너지 효과로 오르는 능력치가 증가한다.
추천하는 증강은 당연히 단골 고객. 리롤 의존도가 높은 덱이며, 리롤할때마다 화력이 오르는 만큼 특히 2-1에서 단골 고객을 주울 수 있냐 마냐에 따라 성능이 가시적인 수준으로 차이를 보인다. 반대로 황금 티켓등 리롤을 무료로 하게 해주는 특성은 펑크 시너지의 '골드를 소모한' 리롤 회수에 포함되지 않으므로 단지 리롤을 더 하는 것 외에는 큰 효과를 보긴 힘들다. 단골 고객 외에는 주력 기물을 뒷받침할 수 있는 증강이나 리롤을 좀 더 자주할 수 있는 부익부같은 돈벌이 증강을 고르는게 좋다.
기본적으로 1~2코 유닛으로만 구성되어 있고, 리롤 덱이란 컨셉에 맞게 초반 힘싸움에 이겨서 트럭 모는걸 목적으로 하게 된다. 후반으로 갈수록 자연스레 힘싸움에서 밀릴 수 밖에 없기에 펑크 상징을 뽑아 고밸류 유닛을 데려오는게 아닌 이상 기본적으로는 순방덱으로 여겨지는 편. 극초반 좋은 헤드라이너를 찾거나, 다른 1~2코 리롤덱을 할때 펑크 덱을 채용하는 경우도 있다.

#### ● 펜타킬
펜타킬 스킨으로 이루어진 계열. 나르는 펜타킬 밴드의 열혈 팬 컨셉으로 편입되었다.
기본 효과로 받피감 15%, 킬마다 시너지 추가 피해량 효과가 25% 증가, 해당 판에서 기물 5마리 처치마다 모든 아군의 공속 50% 증가가 달려있다.
시너지 단계별 효과는 7단계까지는 순수하게 추가 피해량 계수가 증가하며, 10 시너지까지 가면 피해량 감소가 15%에서 50%로, 추가 피해량도 99%가 된다. 전체적으로 별다른 변수 없이 순수하게 힘 싸움으로 승부를 보는 시너지. 특성에서 드러나듯 킬을 낼수록 판도를 잡기 쉽기 때문에 반대로 상대를 킬을 내지 못할수록 시너지가 빛바래지기 쉽다.
10 시너지는 초월적인 메리트가 있는 대신 기물 공간 9칸, 펜타킬 헤드라이너, 2 펜타킬 상징이라는 상당히 힘든 조건을 요구한다.

#### ● 하이퍼 팝
알록달록한 두 요들 챔피언으로 이루어진 계열. 시즌 10에서 유일하게 원본 스킨과 전혀 무관하게 고유 스킨들로만 이루어져 있다.
스킬 사용시마다 주위 아군에게 마나와 공격 속도를 제공한다.
1시너지부터 있기에 매우 유연하게 섞어 사용할 수 있다. 어느 덱에 들어가도 시너지 값을 한다는 평.
다만 기물들의 특성상 주로 주문술사 덱, 현혹술사 덱, 재즈 덱에 기용되는 경우가 많다. 특히 재즈 덱의 경우, 하이퍼팝 시너지는 다른 시너지 기물 없이 단독으로 채용해도 고유 시너지가 아니기 때문에 재즈 시너지를 강화시키기에 활용도가 높아진다.

## 개요
[youtube(vYU_MrfI3XA)]
전략적 팀 전투의 세트 15에 대해 다루는 문서. 공식 부제는 K.O. 콜로세움. 대전 격투 게임, 특히 소울 파이터 스킨 시리즈와 2XKO를 테마로 한 세트이다. 2025년 7월 30일 TFT15.1 패치로 출시되어 2025년 12월 3일까지 진행될 예정이다.
티저에서 모습을 보인 챔피언 및 스킨은 소울 파이터 그웬, 프로레슬러 브라움, 용의 권 리 신, 별 수호자 세라핀, 전투사관학교 이즈리얼, 메카 갈리오 등이다. 기물들이 기존 협곡 및 전략적 팀 전투의 아트 스타일이 아니라, 2XKO의 2.5D 애니메이션 스타일의 모델을 가지고 있는 것이 특징이다.

## 시스템
기존에 공격력/주문력 및 탱커/전사/암살자/마법사/원거리 딜러로 분류되어 있던 역할군이 더욱 상세하고 개별적이도록 새롭게 개편되었다.
```
* 기존에는 모든 역할군이 공격 시 10, 피격 시 받은 피해량의 일부에 해당하는 마나를 회복하였으나. 이제 피격으로 인한 마나 회복은 탱커 역할군에만 해당된다.
```

```
* 또한 '마나 재생' 능력치가 추가되면서 대부분의 유닛들은 공격을 하지 못하더라도 소량의 마나를 매 초 회복한다.
```

```
* 기존에 시작 마나를 올려 주던 여신의 눈물과 상위 아이템들은 이제 마나 재생을 늘려 주게 되었다.
```

```
* 각각의 역할군에 따라 공격 시 마나 회복량 및 기본 마나 재생량에 차이가 존재한다. 예외적으로 케일과 진의 경우 '주문력/공격력 전문가'라는 역할군으로 마나가 존재하지 않는다.
```

```
 * 탱커: 공격 당 마나를 5 회복하며, 유일하게 피격 시에도 마나를 회복할 수 있다. 또한 공격의 대상으로 지정될 확률이 높다.
```

```
 * 전사: 공격 당 마나를 10 회복하며, 모든 피해 흡혈을 10% 얻는다.

 * 암살자: 공격 당 마나를 10 회복한다. 또한 공격의 대상으로 지정될 확률이 낮다.
```

```
 * 마법사: 공격 당 마나를 7 회복하며, 초당 2의 마나 재생을 얻는다.
```

```
 * 원거리 딜러: 공격 당 마나를 10 회복한다.
```

또한, 기존에는 상징을 2~3개 추가로 확보함으로써 달성할 수 있던 막강한 프리즘 시너지의 조건이 개편되었다. 프리즘 시너지를 맞추기 위해서는 먼저 해당하는 특성의 최대 시너지를 맞춘 뒤, 각 시너지별로 요구하는 퀘스트를 달성해야 한다.

### 시작 조우자

#### 목록
브라움: 골드 구독(6.5%)
야스오: 골드 향연(16.1%)
트위스티드 페이트: 조합 아이템 모루 2개(16.1%)
유미: 바위 게 웅덩이(12.1%)
세라핀: 광란의 게판(4.0%)
요네: 유물 모루(6.5%)
리 신: 프리즘 전주곡(9.7%)
자이라: 프리즘 대단원(8.1%)
그웬: 프리즘 연회(8.1%)
아칼리: 정리품 정기 구독(6.5%)
룰루: 조련사 골렘(6.5%)

### 단계
||<bgcolor=#B0B0B0> 레벨 ||<bgcolor=#E0E0E0> width=20 ||<bgcolor=#39b45d> width=20 ||<bgcolor=#2992ab> width=20 ||<bgcolor=#d852ba> width=20 ||<bgcolor=#f28f22> width=20 ||
|| 2 || 100% || || || || ||
|| 3 || 75% || 25% || || || ||
|| 4 || 55% || 30% || 15% || || ||
|| 5 || 45% || 33% || 20% || 2% || ||
|| 6 || 30% || 40% || 25% || 5% || ||
|| 7 || 20% || 30% || 40% || 10% || 1% ||
|| 8 || 18% || 27% || 32% || 20% || 3% ||
|| 9 || 15% || 20% || 25% || 30% || 10% ||
|| 10 || 5% || 10% || 20% || 40% || 25% ||
||<bgcolor=#101010> ||<bgcolor=#101010> ||<bgcolor=#101010> ||<bgcolor=#101010> ||<bgcolor=#101010> ||<bgcolor=#101010> ||
||<bgcolor=#B0B0B0> 재고 개수 || 30개 || 25개 || 18개 || 10개 || 9개 ||

## 특성

### 계열

#### 거대 메크
||<tablealign=center><tablewidth=500><width=60><tablebgcolor=#0f1a18><tablebordercolor=#99814d><tablecolor=#e6ddc9>{{{#!wiki style="margin: 5px 0"
{{{#!wiki style="height: 40px; margin-top: 10px"
{{{#!wiki style="float: left; width: 52px; text-align: center"
[[전략적 팀 전투/세트 15#거대 메크|width=40]]}}}{{{#!wiki style="float: left; width: 80%; text-align: left; margin-left: 8px; padding-top: 5px; font-size: 1.3em"
거대 메크}}}}}}[br]{{{#!wiki style="font-size: 0.9em"
거대 메크 로봇을 획득합니다. 거대 메크가 입힌 피해량의 10%만큼 체력을 회복합니다.
프리즘: 초거대 메크 로봇을 얻습니다.
각 거대 메크 챔피언의 별 레벨당 거대 메크 로봇의 위력이 증가합니다.
{{{#a09b8c (3) 거대 메크 로봇 등장
(5) 칼날 프로토콜: 1레벨
(7) 칼날 프로토콜: 2레벨}}}{{{#!wiki style="margin: 12px 0 14px; height: 2px; background-color: #46422a"
}}}[include(틀:전략적 팀 전투/챔피언/특성, set=15, champ=루시안, 1=단계)]
[include(틀:전략적 팀 전투/챔피언/특성, set=15, champ=아트록스, 1=단계)]
[include(틀:전략적 팀 전투/챔피언/특성, set=14, champ=갱플랭크, 2=단계)]
[include(틀:전략적 팀 전투/챔피언/특성, set=14, champ=세나, 3=단계)]
[include(틀:전략적 팀 전투/챔피언/특성, set=14, champ=자르반 4세, 4=단계)]
[include(틀:전략적 팀 전투/챔피언/특성, set=14, champ=카르마, 4=단계)]
[include(틀:전략적 팀 전투/챔피언/특성, set=14, champ=요네, 5=단계)]}}}}}}||
지금까지의 특수기물 소환 시너지들처럼 거대한 특수 기물을 소환하는 시너지.
특수 기물 소환에 조건이 필요한 (예: 아군이 20%의 체력을 잃으면 소환되었던 섬뜩한 힘 기물) 과거의 다른 시너지들과 달리, 11시즌의 이야기꾼이나 14시즌 니트로 시너지와 유사하게 시너지를 맞추기만 하면 처음부터 기물이 생성되어 함께 싸우는 방식이다.
각 3, 5, 7 시너지를 완성할 때마다 자체적인 아이템을 하나씩 획득한다.
7 시너지를 완성하면 연속된 3번의 스킬 사용 시 아트록스의 Q 스킬 3타와 비슷하게 전부 다른 모션이 출력된다.
루시안, 세나, 요네의 모습은 정의의 가면 스킨 시리즈의 모델링과 기본 색상을 그대로 사용하였으며, 아트록스와 갱플랭크는 각각 DRX, FPX 스킨의 색상 변형, 자르반 4세와 카르마는 스킨으로 존재하지 않는 모델링과 일러스트를 새로 제작하여 사용한 것으로 보인다.
소환되는 거대 메크 로봇의 모델링은 메카 갈리오 스킨에 색상 변형이 적용된 모습이며, 로봇의 각 신체 색상이 다른 점과 첫 등장 또는 라운드 전환 시 합체 모션을 보여주는 것으로 보아 개별 기물이 모여 로봇 형식으로 합체된다는 컨셉임을 유추할 수 있다.
타 시너지에 비해 프리즘 시너지를 찍는것이 매우 어렵다. 프리즘을 찍으려면 전용 증강[* 3개의 골드 증강으로 각각 나는 머리,나는 다리,나는 팔] 3개를 모두 선택해야 하고 10레벨 도달이 필수조건이기 때문이다.

#### 괴물 조련사
||<tablealign=center><tablewidth=500><width=60><tablebgcolor=#0f1a18><tablebordercolor=#99814d><tablecolor=#e6ddc9>{{{#!wiki style="margin: 5px 0"
{{{#!wiki style="height: 40px; margin-top: 10px"
{{{#!wiki style="float: left; width: 52px; text-align: center"
[[전략적 팀 전투/세트 15#괴물 조련사|width=40]]}}}{{{#!wiki style="float: left; width: 80%; text-align: left; margin-left: 8px; padding-top: 5px; font-size: 1.3em"
괴물 조련사}}}}}}[br]{{{#!wiki style="font-size: 0.9em"
룰루가 소환해 전투에 대신 내보낼 괴물을 선택하세요! 괴물은 전투가 끝날 때마다 경험치를 얻고 처치 관여마다 추가 경험치를 얻습니다.
괴물이 레벨 업하면 체력을 1% 얻습니다. 15레벨 및 30레벨에서 괴물의 스킬이 진화합니다!
{{{#a09b8c (1) 괴물 선택}}}{{{#!wiki style="margin: 12px 0 14px; height: 2px; background-color: #46422a"
}}}
[include(틀:전략적 팀 전투/챔피언/특성, set=15, champ=룰루, 3=단계)]
}}}}}}||
룰루 전용 시너지. 룰루를 전장에 투입하면 세 마리의 괴물 중 하나를 선택할 수 있다. 탱커인 람머스, AD 마법사인 스몰더, AP 원거리 딜러인 코그모 중 하나를 고를 수 있다.
조합에서 빈 자리가 있을 때 용병으로 쓰기 제격이다. 각 유닛들은 기절, 치유 감소, 파쇄 및 파열 등 유틸리티를 가지고 있어 적당히 섞어 써도 효율이 높다.

#### 멘토
||<tablealign=center><tablewidth=500><width=60><tablebgcolor=#0f1a18><tablebordercolor=#99814d><tablecolor=#e6ddc9>{{{#!wiki style="margin: 5px 0"
{{{#!wiki style="height: 40px; margin-top: 10px"
{{{#!wiki style="float: left; width: 52px; text-align: center"
[[전략적 팀 전투/세트 15#멘토|width=40]]}}}{{{#!wiki style="float: left; width: 80%; text-align: left; margin-left: 8px; padding-top: 5px; font-size: 1.3em"
멘토}}}}}}[br]{{{#!wiki style="font-size: 0.9em"
이 특성은 멘토가 정확히 하나 또는 각기 다른 멘토가 넷 있을 때 활성화됩니다.
코부코: 6% 내구력
우디르: 8% 공격력 및 주문력
야스오: 공격속도 10%
라이즈: 기본 공격 시 추가 마나 2 획득
{{{#a09b8c (1) 아군이 추가 효과 획득
(4) 멘토가 모든 추가 효과를 획득하고 멘토의 스킬이 업그레이드되지만, 다른 아군에게는 아무 효과 없음}}}{{{#!wiki style="margin: 12px 0 14px; height: 2px; background-color: #46422a"
}}}[include(틀:전략적 팀 전투/챔피언/특성, set=15, champ=코부코, 2=단계)]
[include(틀:전략적 팀 전투/챔피언/특성, set=15, champ=야스오, 3=단계)]
[include(틀:전략적 팀 전투/챔피언/특성, set=15, champ=우디르, 3=단계)]
[include(틀:전략적 팀 전투/챔피언/특성, set=15, champ=라이즈, 4=단계)]}}}}}}||
시즌 13의 사절을 연상시키는 효과. 각 유닛을 하나 혹은 넷 모두를 집어넣어야만 특성이 발동한다.
특이한 점은 4시너지를 활성화할 경우, 멘토가 아닌 아군에게는 버프를 제공하지 않는다는 점이다. 따라서 4시너지의 경우 사절 시너지처럼 덱 전체의 파워를 올리려고 사용하기보다는 멘토를 메인 캐리로 채택해야 한다.

#### 별 수호자
||<tablealign=center><tablewidth=500><width=60><tablebgcolor=#0f1a18><tablebordercolor=#99814d><tablecolor=#e6ddc9>{{{#!wiki style="margin: 5px 0"
{{{#!wiki style="height: 40px; margin-top: 10px"
{{{#!wiki style="float: left; width: 52px; text-align: center"
[[전략적 팀 전투/세트 15#별 수호자|width=40]]}}}{{{#!wiki style="float: left; width: 80%; text-align: left; margin-left: 8px; padding-top: 5px; font-size: 1.3em"
별 수호자}}}}}}[br]{{{#!wiki style="font-size: 0.9em"
별 수호자는 모든 별 수호자에게 부여되는 고유 팀워크 추가 효과를 갖습니다. 배치된 별 수호자마다 추가 효과를 강화합니다!
프리즘: 별수호자 8명 배치 후 마나 20000 소모
렐: 보호막 획득
신드라: 주문력 획득
자야: 기본 공격 시 마법 피해를 입힘
아리 : 스킬 사용 시 마나 획득
니코: 체력 회복량 및 보호막 흡수량 증가
뽀삐: 체력이 낮을 때 체력 회복
징크스: 공격 속도 획득
세라핀: 모든 능력치 획득
상징: 다른 추가 효과 증가
{{{#a09b8c (2) 별 수호자 효과 획득
(3) 별 수호자 효과 획득
(4) 별 수호자 효과 획득
(5) 별 수호자 효과 획득
(6) 별 수호자 효과 획득
(7) 별 수호자 효과 획득
(8) 별 수호자 효과 획득
(9) 별 수호자 효과 획득
(10) 별 수호자 효과 획득 }}}{{{#!wiki style="margin: 12px 0 14px; height: 2px; background-color: #46422a"
}}}[include(틀:전략적 팀 전투/챔피언/특성, set=15, champ=렐, 1=단계)]
[include(틀:전략적 팀 전투/챔피언/특성, set=15, champ=신드라, 1=단계)]
[include(틀:전략적 팀 전투/챔피언/특성, set=15, champ=자야, 2=단계)]
[include(틀:전략적 팀 전투/챔피언/특성, set=15, champ=니코, 3=단계)]
[include(틀:전략적 팀 전투/챔피언/특성, set=15, champ=아리, 3=단계)]
[include(틀:전략적 팀 전투/챔피언/특성, set=15, champ=뽀삐, 4=단계)]
[include(틀:전략적 팀 전투/챔피언/특성, set=15, champ=징크스, 4=단계)]
[include(틀:전략적 팀 전투/챔피언/특성, set=15, champ=세라핀, 5=단계)]}}}}}}||
길드, 천계, 신성기업처럼 각 유닛별로 다른 효과를 추가하는 시너지이다. 대신 모든 아군이 아닌 별 수호자에게만 이 효과가 적용된다.
프리즘 효과를 활성화시키면 전투시 전장에 지속적으로 데미지를 주는 별똥별이 떨어진다. 다만 조건이 마나 20000으로 굉장히 높아 마나 템을 정말 많이 확보한게 아닌 이상 보통 달성하기 전에 게임이 끝난다.

#### 소울 파이터
||<tablealign=center><tablewidth=500><width=60><tablebgcolor=#0f1a18><tablebordercolor=#99814d><tablecolor=#e6ddc9>{{{#!wiki style="margin: 5px 0"
{{{#!wiki style="height: 40px; margin-top: 10px"
{{{#!wiki style="float: left; width: 52px; text-align: center"
[[전략적 팀 전투/세트 15#소울 파이터|width=40]]}}}{{{#!wiki style="float: left; width: 80%; text-align: left; margin-left: 8px; padding-top: 5px; font-size: 1.3em"
소울 파이터}}}}}}[br]{{{#!wiki style="font-size: 0.9em"
소울 파이터가 추가 체력을 얻고 매초 공격력과 주문력을 얻습니다. 최대 8회까지 중첩됩니다. 최대 중첩 시 추가 고정 피해를 입힙니다.
프리즘: 플레이어 대상 전투 10회 승리
{{{#a09b8c (2) 120 체력, 1% 공격력 및 주문력, +10% 피해
(4) 200 체력, 2% 공격력 및 주문력, +16% 피해
(6) 300 체력, 3% 공격력 및 주문력, +24% 피해
(8) 450 체력, 4% 공격력 및 주문력, +36% 피해 }}}{{{#!wiki style="margin: 12px 0 14px; height: 2px; background-color: #46422a"
}}}[include(틀:전략적 팀 전투/챔피언/특성, set=15, champ=나피리, 1=단계)]
[include(틀:전략적 팀 전투/챔피언/특성, set=15, champ=칼리스타, 1=단계)]
[include(틀:전략적 팀 전투/챔피언/특성, set=15, champ=럭스, 2=단계)]
[include(틀:전략적 팀 전투/챔피언/특성, set=15, champ=신 짜오, 2=단계)]
[include(틀:전략적 팀 전투/챔피언/특성, set=15, champ=비에고, 3=단계)]
[include(틀:전략적 팀 전투/챔피언/특성, set=15, champ=사미라, 4=단계)]
[include(틀:전략적 팀 전투/챔피언/특성, set=15, champ=세트, 4=단계)]
[include(틀:전략적 팀 전투/챔피언/특성, set=15, champ=그웬, 5=단계)]}}}}}}||
프리즘 효과를 달성하면 모든 소울 파이터 챔피언들의 능력치가 대폭 상승하고, 가하는 데미지가 모두 고정 데미지로 들어간다. 조건은 어렵긴 하지만 별수호자/전사관에 비하면 그나마 쉬운 편이다.

#### 수정 갬빗
||<tablealign=center><tablewidth=500><width=60><tablebgcolor=#0f1a18><tablebordercolor=#99814d><tablecolor=#e6ddc9>{{{#!wiki style="margin: 5px 0"
{{{#!wiki style="height: 40px; margin-top: 10px"
{{{#!wiki style="float: left; width: 52px; text-align: center"
[[전략적 팀 전투/세트 15#수정 갬빗|width=40]]}}}{{{#!wiki style="float: left; width: 80%; text-align: left; margin-left: 8px; padding-top: 5px; font-size: 1.3em"
수정 갬빗}}}}}}[br]{{{#!wiki style="font-size: 0.9em"
이어 대상 전투에서 처치 및 패배 시 보석의 힘을 얻습니다. 플레이어 대상 전투 4회마다 보석의 힘을 보상으로 전환하거나 '묻고 두 배로 가'를 활성화할 수 있습니다.
'묻고 두 배로 가'를 활성화하면 패배 시 보석의 힘을 100% 더 얻지만, 승리 시 보석의 힘 50%를 잃고 즉시 이익을 실현합니다.
보석의 힘 획득량은 스테이지 3 및 4에서 증가합니다.
{{{#a09b8c (3) 처치당 ?; 패배 당 ?
(5) ?명 처치할 때마다 추가 전리품을 획득하고 새 처치 횟수로 새로고침
(7) 보상 200%. 수정 갬빗 유닛이 400 체력 및 25% 피해 증폭 획득 }}}{{{#!wiki style="margin: 12px 0 14px; height: 2px; background-color: #46422a"
}}}[include(틀:전략적 팀 전투/챔피언/특성, set=15, champ=신드라, 1=단계)]
[include(틀:전략적 팀 전투/챔피언/특성, set=15, champ=바이, 2=단계)]
[include(틀:전략적 팀 전투/챔피언/특성, set=15, champ=잔나, 2=단계)]
[include(틀:전략적 팀 전투/챔피언/특성, set=15, champ=스웨인, 3=단계)]
[include(틀:전략적 팀 전투/챔피언/특성, set=15, champ=애쉬, 4=단계)]
[include(틀:전략적 팀 전투/챔피언/특성, set=15, champ=자이라, 5=단계)]}}}}}}||
늘 나오는 연패 보상 시너지. 하트스틸처럼 일명 '묻더' 효과를 탑재하고 나왔다.
5시너지부터는 과거 용병 시너지처럼 승리할 경우 더욱 이익을 보는 효과를 지니고 있어 연승으로 전환해도 이득이다. 다만 3시너지와 비교했을 때 연패 이득이 추가적으로 없기 때문에 효율은 좋지 못하다. 이 때문에 고밸류 덱에서 4라운드마다 보상을 먹어 덱을 강화하는 용도로 3시너지만 쓰거나, 상징을 얻었을 경우 애쉬와 자이라에게 템을 주고 7시너지를 쓰는 경우가 갬빗을 마지막까지 쓰는 주류 방법이다.
히든 시너지로 10 수정 갬빗이 존재한다. 효과는 내구력 99% 및 3초마다 모든 적에게 500의 고정 피해라는 엑조디아급 효과. 물론 상징을 4개 얻어야 하기에 현실성은 매우 낮다.

#### 슈프림 셀
||<tablealign=center><tablewidth=500><width=60><tablebgcolor=#0f1a18><tablebordercolor=#99814d><tablecolor=#e6ddc9>{{{#!wiki style="margin: 5px 0"
{{{#!wiki style="height: 40px; margin-top: 10px"
{{{#!wiki style="float: left; width: 52px; text-align: center"
[[전략적 팀 전투/세트 15#슈프림 셀|width=40]]}}}{{{#!wiki style="float: left; width: 80%; text-align: left; margin-left: 8px; padding-top: 5px; font-size: 1.3em"
슈프림 셀}}}}}}[br]{{{#!wiki style="font-size: 0.9em"
지난 전투에서 가장 많은 피해를 입힌 셀이 슈프림이 됩니다. 슈프림 셀이 사망하면, 현재 가장 많은 피해를 입힌 셀이 슈프림이 됩니다.
셀이 피해 증폭을 얻습니다. 슈프림 셀은 능력치를 더 얻으며 체력이 10% 아래인 적을 처형합니다.
```
10% 피해 증폭
```

(3) 15% 피해 증폭 {{{#!wiki style="margin: 12px 0 14px; height: 2px; background-color: #46422a"
}}}[include(틀:전략적 팀 전투/챔피언/특성, set=15, champ=케넨, 1=단계)]
[include(틀:전략적 팀 전투/챔피언/특성, set=15, champ=카이사, 2=단계)]
[include(틀:전략적 팀 전투/챔피언/특성, set=15, champ=다리우스, 3=단계)]
[include(틀:전략적 팀 전투/챔피언/특성, set=15, champ=아칼리, 4=단계)]}}}}}}||
6시즌의 제국과 거의 동일한 시너지. 원맨 캐리에 특화되어 있다.

#### 악령
||<tablealign=center><tablewidth=500><width=60><tablebgcolor=#0f1a18><tablebordercolor=#99814d><tablecolor=#e6ddc9>{{{#!wiki style="margin: 5px 0"
{{{#!wiki style="height: 40px; margin-top: 10px"
{{{#!wiki style="float: left; width: 52px; text-align: center"
[[전략적 팀 전투/세트 15#악령|width=40]]}}}{{{#!wiki style="float: left; width: 80%; text-align: left; margin-left: 8px; padding-top: 5px; font-size: 1.3em"
악령}}}}}}[br]{{{#!wiki style="font-size: 0.9em"
5초마다 그림자 세계가 가장 가까운 적 3명을 공격해 마지막 발동 이후 악령이 입힌 피해량의 일정 비율만큼 마법 피해를 입힙니다.
체력이 가장 낮은 아군 악령이 악령과 그림자 세계가 입힌 피해량의 18%만큼 체력을 회복합니다.
{{{#a09b8c (2) 피해량의 18%
(4) 피해량의 35%
(6) 피해량의 55% }}}{{{#!wiki style="margin: 12px 0 14px; height: 2px; background-color: #46422a"
}}}[include(틀:전략적 팀 전투/챔피언/특성, set=15, champ=자크, 1=단계)]
[include(틀:전략적 팀 전투/챔피언/특성, set=15, champ=케일, 1=단계)]
[include(틀:전략적 팀 전투/챔피언/특성, set=15, champ=진, 2=단계)]
[include(틀:전략적 팀 전투/챔피언/특성, set=15, champ=말자하, 3=단계)]
[include(틀:전략적 팀 전투/챔피언/특성, set=15, champ=크산테, 4=단계)]
[include(틀:전략적 팀 전투/챔피언/특성, set=15, champ=바루스, 5=단계)]}}}}}}||
창공 스킨들로 이루어진 계열. 설명이 좀 애매하지만 5초마다 가까운 3명의 적에게 번개 공격을 가하고, 악령끼리만 적용되는 마법공학 총검의 효과가 있다고 생각하면 편하다. 5초마다 번개가 떨어지는 특성상 장기전에 유리한 양상을 보이므로, 튼튼한 앞라인이 필수.

#### 전투사관학교
||<tablealign=center><tablewidth=500><width=60><tablebgcolor=#0f1a18><tablebordercolor=#99814d><tablecolor=#e6ddc9>{{{#!wiki style="margin: 5px 0"
{{{#!wiki style="height: 40px; margin-top: 10px"
{{{#!wiki style="float: left; width: 52px; text-align: center"
[[전략적 팀 전투/세트 15#전투사관학교|width=40]]}}}{{{#!wiki style="float: left; width: 80%; text-align: left; margin-left: 8px; padding-top: 5px; font-size: 1.3em"
전투사관학교}}}}}}[br]{{{#!wiki style="font-size: 0.9em"
전투사관학교 챔피언이 스킬을 업그레이드하고 잠재력을 얻습니다. 잠재력은 전투사관학교 챔피언의 스킬을 강화합니다.
프리즘: 플레이어 대상 전투에서 완성 아이템을 사용하여 175점 획득
{{{#a09b8c (3) 3 잠재력
(5) 5 잠재력
(7) 7 잠재력 }}}{{{#!wiki style="margin: 12px 0 14px; height: 2px; background-color: #46422a"
}}}[include(틀:전략적 팀 전투/챔피언/특성, set=15, champ=가렌, 1=단계)]
[include(틀:전략적 팀 전투/챔피언/특성, set=15, champ=이즈리얼, 1=단계)]
[include(틀:전략적 팀 전투/챔피언/특성, set=15, champ=라칸, 2=단계)]
[include(틀:전략적 팀 전투/챔피언/특성, set=15, champ=카타리나, 2=단계)]
[include(틀:전략적 팀 전투/챔피언/특성, set=15, champ=제이스, 3=단계)]
[include(틀:전략적 팀 전투/챔피언/특성, set=15, champ=케이틀린, 3=단계)]
[include(틀:전략적 팀 전투/챔피언/특성, set=15, champ=레오나, 4=단계)]
[include(틀:전략적 팀 전투/챔피언/특성, set=15, champ=유미, 4=단계)]}}}}}}||
전투사관학교 스킨들로 이루어진 계열. 전 시즌 증폭과 유사하게 '잠재력'이라는 수치를 특성 단계에 비례해서 제공하며 각자 고유한 방식으로 스킬을 강화시킨다. 
프리즘 보상은 잠재력이 +10으로 늘어나면서 각 스킬의 효과들이 모두 강화된다. 다만 달성 조건이 소파/별수에 비해서도 가장 어려워서 거의 못보는 프리즘 효과. 3라운드 초반에 빠르게 켜더라도 거의 7라운드는 가야 달성할 수 있다.

#### 크루
||<tablealign=center><tablewidth=500><width=60><tablebgcolor=#0f1a18><tablebordercolor=#99814d><tablecolor=#e6ddc9>{{{#!wiki style="margin: 5px 0"
{{{#!wiki style="height: 40px; margin-top: 10px"
{{{#!wiki style="float: left; width: 52px; text-align: center"
[[전략적 팀 전투/세트 15#크루|width=40]]}}}{{{#!wiki style="float: left; width: 80%; text-align: left; margin-left: 8px; padding-top: 5px; font-size: 1.3em"
크루}}}}}}[br]{{{#!wiki style="font-size: 0.9em"
크루 챔피언이 배치한 크루 멤버 1명당 체력 및 공격 속도를 6% 얻습니다.
3성 크루 챔피언 1명당 추가 효과를 얻습니다.
1명: 새로고침당 경험치 +1, 플레이어 레벨에 의해 크루 유닛 확률이 감소하지 않음
2명: 라운드당 무료 새로고침 +1회
3명: 280의 피해를 입히면 로켓을 발사해 110의 피해를 입힘
4명: 플레이어 레벨당 로켓을 250% 더 자주 발사
5명: 행성 파괴자 발사(즉시 승리)
{{{#a09b8c (2) 크루 특성 활성화
(3) 크루 특성 활성화
(4) 크루 특성 활성화
(5) 크루 특성 활성화 }}}{{{#!wiki style="margin: 12px 0 14px; height: 2px; background-color: #46422a"
}}}[include(틀:전략적 팀 전투/챔피언/특성, set=15, champ=말파이트, 1=단계)]
[include(틀:전략적 팀 전투/챔피언/특성, set=15, champ=시비르, 1=단계)]
[include(틀:전략적 팀 전투/챔피언/특성, set=15, champ=쉔, 2=단계)]
[include(틀:전략적 팀 전투/챔피언/특성, set=15, champ=직스, 3=단계)]
[include(틀:전략적 팀 전투/챔피언/특성, set=15, champ=트위스티드 페이트, 5=단계)]}}}}}}||
오디세이 스킨으로 이루어진 계열.
매우 독특한 효과를 지니고 있는데, 일단 2크루부터 시너지 단계를 높여도 자체적인 추가 효과는 없다. 단지 전장에 투입되는 크루 챔피언 수에 정비례해 약간의 능력치를 얻는 게 전부.
크루 챔피언을 3성을 찍어야 진가가 발휘되는데, 상점 새로고침만 해도 경험치를 추가로 제공한다. 또한 일반적으로는 플레이어 레벨이 높아지면 저코 기물의 3성작이 어려워지지만 하나 이상의 3성 크루를 확보한 경우, 크루 챔피언들은 예외적으로 레벨과 무관하게 등장 확률이 낮아지지 않는다.
다만 크루 유닛 3성을 3개 확보하기 전까지는 전투에 일절 도움이 되지 않는다. 따라서 증강체 등을 통해 최대한 많이 3성을 찍어야 하는 시너지.
크루 챔피언 3성을 5개 확보할 경우 발동하는 행성 파괴자 효과는 모든 상대 플레이어를 즉시 처치해 버린다. 아예 전투를 실행하지도 않고 전설이를 한 곳에 모아 모조리 죽여버려서 사실상 활성화 성공시 패배할 수가 없는, 명실상부한 15시즌 최강의 증강체. 문제는 크루 5명을 전부 3성을 찍어야 하는데 1~3코 4마리와 5코 1마리라는 괴랄한 분포라서 저코스트 3성 4마리를 끝낸 후 5코스트 3성작을 해야 한다는 극악의 난이도를 자랑한다.

#### 프로레슬러
||<tablealign=center><tablewidth=500><width=60><tablebgcolor=#0f1a18><tablebordercolor=#99814d><tablecolor=#e6ddc9>{{{#!wiki style="margin: 5px 0"
{{{#!wiki style="height: 40px; margin-top: 10px"
{{{#!wiki style="float: left; width: 52px; text-align: center"
[[전략적 팀 전투/세트 15#프로레슬러|width=40]]}}}{{{#!wiki style="float: left; width: 80%; text-align: left; margin-left: 8px; padding-top: 5px; font-size: 1.3em"
프로레슬러}}}}}}[br]{{{#!wiki style="font-size: 0.9em"
프로레슬러가 추가 공격력을 얻습니다.
체력이 50%일 때, 프로레슬러가 해로운 효과를 제거하고 체력을 회복한 다음, 전투에 다시 뛰어들어 반경 1칸 내 적을 1.5초 동안 공중에 띄웁니다.
{{{#a09b8c (2) 15 공격력, 20% 체력 회복
(4) 40 공격력, 50% 체력 회복 }}}{{{#!wiki style="margin: 12px 0 14px; height: 2px; background-color: #46422a"
}}}[include(틀:전략적 팀 전투/챔피언/특성, set=15, champ=나르, 1=단계)]
[include(틀:전략적 팀 전투/챔피언/특성, set=15, champ=문도 박사, 2=단계)]
[include(틀:전략적 팀 전투/챔피언/특성, set=15, champ=볼리베어, 4=단계)]
[include(틀:전략적 팀 전투/챔피언/특성, set=15, champ=브라움, 5=단계)]}}}}}}||

### 챔피언 고유 계열

#### 레슬링 챔피언
||<tablealign=center><tablewidth=500><width=60><tablebgcolor=#0f1a18><tablebordercolor=#99814d><tablecolor=#e6ddc9>{{{#!wiki style="margin: 5px 0"
{{{#!wiki style="height: 40px; margin-top: 10px"
{{{#!wiki style="float: left; width: 52px; text-align: center"
[[전략적 팀 전투/세트 15#레슬링 챔피언|width=40]]}}}{{{#!wiki style="float: left; width: 80%; text-align: left; margin-left: 8px; padding-top: 5px; font-size: 1.3em"
레슬링 챔피언}}}}}}[br]{{{#!wiki style="font-size: 0.9em"
{{{#a09b8c (1) 레슬링 챔피언이 플레이어를 대상으로 승리하면 포로 팬 2명이 추가됩니다! 패배 시 포로 팬 하나당 전략가 피해량이 1 감소합니다. 이후 포로 팬 75%를 잃습니다. }}}{{{#!wiki style="margin: 12px 0 14px; height: 2px; background-color: #46422a"
}}}[include(틀:전략적 팀 전투/챔피언/특성, set=15, champ=브라움, 5=단계)]}}}}}}||

#### 장미 어머니
||<tablealign=center><tablewidth=500><width=60><tablebgcolor=#0f1a18><tablebordercolor=#99814d><tablecolor=#e6ddc9>{{{#!wiki style="margin: 5px 0"
{{{#!wiki style="height: 40px; margin-top: 10px"
{{{#!wiki style="float: left; width: 52px; text-align: center"
[[전략적 팀 전투/세트 15#장미 어머니|width=40]]}}}{{{#!wiki style="float: left; width: 80%; text-align: left; margin-left: 8px; padding-top: 5px; font-size: 1.3em"
장미 어머니}}}}}}[br]{{{#!wiki style="font-size: 0.9em"
{{{#a09b8c (1) 자이라의 별 레벨에 따라 배치할 수 있는 식물을 1/1/8개 획득합니다. 전방 가로 2열에 배치한 식물은 튼튼한 휘감는 뿌리로 자라며, 후방 가로 2열에 배치한 식물은 치명적인 가시로 자랍니다.
장미 어머니의 식물은 자이라 주문력 및 공격 속도의 효과를 받습니다.
자이라가 스킬을 사용하면 자이라의 식물이 체력을 35% 회복하고 전투가 끝날 때까지 공격 속도를 35% 얻습니다. 식물이 사망한 상태라면, 대신 부활시킵니다. }}}{{{#!wiki style="margin: 12px 0 14px; height: 2px; background-color: #46422a"
}}}[include(틀:전략적 팀 전투/챔피언/특성, set=15, champ=자이라, 5=단계)]}}}}}}||

#### 태세의 대가
||<tablealign=center><tablewidth=500><width=60><tablebgcolor=#0f1a18><tablebordercolor=#99814d><tablecolor=#e6ddc9>{{{#!wiki style="margin: 5px 0"
{{{#!wiki style="height: 40px; margin-top: 10px"
{{{#!wiki style="float: left; width: 52px; text-align: center"
[[전략적 팀 전투/세트 15#태세의 대가|width=40]]}}}{{{#!wiki style="float: left; width: 80%; text-align: left; margin-left: 8px; padding-top: 5px; font-size: 1.3em"
태세의 대가}}}}}}[br]{{{#!wiki style="font-size: 0.9em"
{{{#a09b8c (1) 리 신을 배치할 때 결투가 태세, 처형자 태세, 전쟁기계 태세 중 하나를 선택해야 합니다! 각 태세는 고유 스킬이 있으며, 리 신에게 해당 특성을 부여합니다. }}}{{{#!wiki style="margin: 12px 0 14px; height: 2px; background-color: #46422a"
}}}[include(틀:전략적 팀 전투/챔피언/특성, set=15, champ=리 신, 5=단계)]}}}}}}||

#### 해적 선장
||<tablealign=center><tablewidth=500><width=60><tablebgcolor=#0f1a18><tablebordercolor=#99814d><tablecolor=#e6ddc9>{{{#!wiki style="margin: 5px 0"
{{{#!wiki style="height: 40px; margin-top: 10px"
{{{#!wiki style="float: left; width: 52px; text-align: center"
[[전략적 팀 전투/세트 15#해적 선장|width=40]]}}}{{{#!wiki style="float: left; width: 80%; text-align: left; margin-left: 8px; padding-top: 5px; font-size: 1.3em"
해적 선장}}}}}}[br]{{{#!wiki style="font-size: 0.9em"
{{{#a09b8c (1) 트위스티드 페이트가 크루 함선을 업그레이드해 피해량의 15%를 고정 피해로 입히도록 하며, 라운드마다 무작위 보상을 제공하는 현상금 카드를 뽑습니다.
현상금 카드는 플레이어 대상 전투마다 더 좋아집니다. }}}{{{#!wiki style="margin: 12px 0 14px; height: 2px; background-color: #46422a"
}}}[include(틀:전략적 팀 전투/챔피언/특성, set=15, champ=트위스티드 페이트, 5=단계)]}}}}}}||

### 직업

#### 결투가
||<tablealign=center><tablewidth=500><width=60><tablebgcolor=#0f1a18><tablebordercolor=#99814d><tablecolor=#e6ddc9>{{{#!wiki style="margin: 5px 0"
{{{#!wiki style="height: 40px; margin-top: 10px"
{{{#!wiki style="float: left; width: 52px; text-align: center"
[[전략적 팀 전투/세트 15#결투가|width=40]]}}}{{{#!wiki style="float: left; width: 80%; text-align: left; margin-left: 8px; padding-top: 5px; font-size: 1.3em"
결투가}}}}}}[br]{{{#!wiki style="font-size: 0.9em"
결투가는 기본 공격 시 공격 속도를 얻습니다. 최대 12회까지 중첩됩니다.
{{{#a09b8c (2) 4% 공격 속도
(4) 7% 공격 속도
(6) 10% 공격 속도, 결투가가 10% 내구력 획득 }}}{{{#!wiki style="margin: 12px 0 14px; height: 2px; background-color: #46422a"
}}}[include(틀:전략적 팀 전투/챔피언/특성, set=15, champ=케일, 1=단계)]
[include(틀:전략적 팀 전투/챔피언/특성, set=15, champ=갱플랭크, 2=단계)]
[include(틀:전략적 팀 전투/챔피언/특성, set=15, champ=카이사, 2=단계)]
[include(틀:전략적 팀 전투/챔피언/특성, set=15, champ=비에고, 3=단계)]
[include(틀:전략적 팀 전투/챔피언/특성, set=15, champ=우디르, 3=단계)]
[include(틀:전략적 팀 전투/챔피언/특성, set=15, champ=애쉬, 4=단계)]}}}}}}||

#### 마법사
||<tablealign=center><tablewidth=500><width=60><tablebgcolor=#0f1a18><tablebordercolor=#99814d><tablecolor=#e6ddc9>{{{#!wiki style="margin: 5px 0"
{{{#!wiki style="height: 40px; margin-top: 10px"
{{{#!wiki style="float: left; width: 52px; text-align: center"
[[전략적 팀 전투/세트 15#마법사|width=40]]}}}{{{#!wiki style="float: left; width: 80%; text-align: left; margin-left: 8px; padding-top: 5px; font-size: 1.3em"
마법사}}}}}}[br]{{{#!wiki style="font-size: 0.9em"
마법사가 추가 주문력을 얻습니다.
적이 마법사에게 피해를 입은 뒤 사망하면 자신의 최대 체력에 비례한 피해를 다른 적에게 입힙니다.
{{{#a09b8c (2) 20 주문력, 최대 체력의 8%
(4) 50 주문력, 최대 체력의 10%
(6) 80 주문력, 적 2명에게 최대 체력의 12%만큼 피해를 입힘 }}}{{{#!wiki style="margin: 12px 0 14px; height: 2px; background-color: #46422a"
}}}[include(틀:전략적 팀 전투/챔피언/특성, set=15, champ=루시안, 1=단계)]
[include(틀:전략적 팀 전투/챔피언/특성, set=15, champ=케넨, 1=단계)]
[include(틀:전략적 팀 전투/챔피언/특성, set=15, champ=럭스, 2=단계)]
[include(틀:전략적 팀 전투/챔피언/특성, set=15, champ=스웨인, 3=단계)]
[include(틀:전략적 팀 전투/챔피언/특성, set=15, champ=아리, 3=단계)]
[include(틀:전략적 팀 전투/챔피언/특성, set=15, champ=카르마, 4=단계)]
[include(틀:전략적 팀 전투/챔피언/특성, set=15, champ=그웬, 5=단계)]}}}}}}||

#### 봉쇄자
||<tablealign=center><tablewidth=500><width=60><tablebgcolor=#0f1a18><tablebordercolor=#99814d><tablecolor=#e6ddc9>{{{#!wiki style="margin: 5px 0"
{{{#!wiki style="height: 40px; margin-top: 10px"
{{{#!wiki style="float: left; width: 52px; text-align: center"
[[전략적 팀 전투/세트 15#요새|width=40]]}}}{{{#!wiki style="float: left; width: 80%; text-align: left; margin-left: 8px; padding-top: 5px; font-size: 1.3em"
봉쇄자}}}}}}[br]{{{#!wiki style="font-size: 0.9em"
유닛이 보호막이 씌워졌을 때 내구력을 5% 얻습니다.
전투당 1회, 체력이 50%일 때 봉쇄자가 가장 가까운 아군과 자신에게 최대 체력의 일정 비율만큼 피해를 흡수하는 보호막을 씌웁니다. 보호막은 중첩됩니다.
{{{#a09b8c
(3) 최대 체력의 20%에 해당하는 보호막
(5) 최대 체력의 40%에 해당하는 보호막
(7) 최대 체력의 60%에 해당하는 보호막}}}{{{#!wiki style="margin: 12px 0 14px; height: 2px; background-color: #46422a"
}}}[include(틀:전략적 팀 전투/챔피언/특성, set=15, champ=케넨, 1=단계)]
[include(틀:전략적 팀 전투/챔피언/특성, set=15, champ=말파이트, 1=단계)]
[include(틀:전략적 팀 전투/챔피언/특성, set=15, champ=잔나, 2=단계)]
[include(틀:전략적 팀 전투/챔피언/특성, set=15, champ=라칸, 2=단계)]
[include(틀:전략적 팀 전투/챔피언/특성, set=15, champ=니코, 3=단계)]
[include(틀:전략적 팀 전투/챔피언/특성, set=15, champ=크산테, 4=단계)]}}}}}}||

#### 신동
||<tablealign=center><tablewidth=500><width=60><tablebgcolor=#0f1a18><tablebordercolor=#99814d><tablecolor=#e6ddc9>{{{#!wiki style="margin: 5px 0"
{{{#!wiki style="height: 40px; margin-top: 10px"
{{{#!wiki style="float: left; width: 52px; text-align: center"
[[전략적 팀 전투/세트 15#신동|width=40]]}}}{{{#!wiki style="float: left; width: 80%; text-align: left; margin-left: 8px; padding-top: 5px; font-size: 1.3em"
신동}}}}}}[br]{{{#!wiki style="font-size: 0.9em"
아군이 마나 재생을 얻습니다. 신동은 능력치를 더 얻습니다.
```
3 신동 마나 회복
```

(3) 2 마나 회복 {{{#!wiki style="margin: 12px 0 14px; height: 2px; background-color: #46422a"
}}}[include(틀:전략적 팀 전투/챔피언/특성, set=15, champ=신드라, 1=단계)]
[include(틀:전략적 팀 전투/챔피언/특성, set=15, champ=이즈리얼, 1=단계)]
[include(틀:전략적 팀 전투/챔피언/특성, set=15, champ=말자하, 3=단계)]
[include(틀:전략적 팀 전투/챔피언/특성, set=15, champ=유미, 4=단계)]
[include(틀:전략적 팀 전투/챔피언/특성, set=15, champ=세라핀, 5=단계)]}}}}}}||

#### 요새
||<tablealign=center><tablewidth=500><width=60><tablebgcolor=#0f1a18><tablebordercolor=#99814d><tablecolor=#e6ddc9>{{{#!wiki style="margin: 5px 0"
{{{#!wiki style="height: 40px; margin-top: 10px"
{{{#!wiki style="float: left; width: 52px; text-align: center"
[[전략적 팀 전투/세트 15#요새|width=40]]}}}{{{#!wiki style="float: left; width: 80%; text-align: left; margin-left: 8px; padding-top: 5px; font-size: 1.3em"
요새}}}}}}[br]{{{#!wiki style="font-size: 0.9em"
아군이 방어력 및 마법 저항력을 10 얻습니다.
요새는 능력치를 더 얻습니다.
전투 시작 후 10초 동안, 요새는 추가 수치를 2배로 얻습니다.
{{{#a09b8c
(3) 방어력 및 마법 저항력 18
(5) 방어력 및 마법 저항력 36
(7) 방어력 및 마법 저항력 70, 요새가 아닌 유닛이 추가로 방어력 및 마법 저항력 25 획득}}}{{{#!wiki style="margin: 12px 0 14px; height: 2px; background-color: #46422a"
}}}[include(틀:전략적 팀 전투/챔피언/특성, set=15, champ=가렌, 1=단계)]
[include(틀:전략적 팀 전투/챔피언/특성, set=15, champ=렐, 1=단계)]
[include(틀:전략적 팀 전투/챔피언/특성, set=15, champ=쉔, 2=단계)]
[include(틀:전략적 팀 전투/챔피언/특성, set=15, champ=신짜오, 2=단계)]
[include(틀:전략적 팀 전투/챔피언/특성, set=15, champ=스웨인, 3=단계)]
[include(틀:전략적 팀 전투/챔피언/특성, set=15, champ=레오나, 4=단계)]
[include(틀:전략적 팀 전투/챔피언/특성, set=15, champ=브라움, 5=단계)]}}}}}}||

#### 이단아
||<tablealign=center><tablewidth=500><width=60><tablebgcolor=#0f1a18><tablebordercolor=#99814d><tablecolor=#e6ddc9>{{{#!wiki style="margin: 5px 0"
{{{#!wiki style="height: 40px; margin-top: 10px"
{{{#!wiki style="float: left; width: 52px; text-align: center"
[[전략적 팀 전투/세트 15#이단아|width=40]]}}}{{{#!wiki style="float: left; width: 80%; text-align: left; margin-left: 8px; padding-top: 5px; font-size: 1.3em"
이단아}}}}}}[br]{{{#!wiki style="font-size: 0.9em"
이단아가 모든 피해 흡혈과 공격력을 얻습니다. 또한 체력이 50% 아래인 적을 공격할 때 공격 속도를 40% 얻습니다.
{{{#a09b8c
(3) 피해 흡혈 10, 공격력 15%
(5) 피해 흡혈 12, 공격력 35%
(7) 피해 흡혈 15, 공격력 60%}}}{{{#!wiki style="margin: 12px 0 14px; height: 2px; background-color: #46422a"
}}}[include(틀:전략적 팀 전투/챔피언/특성, set=15, champ=쉔, 2=단계)]
[include(틀:전략적 팀 전투/챔피언/특성, set=15, champ=자야, 2=단계)]
[include(틀:전략적 팀 전투/챔피언/특성, set=15, champ=야스오, 3=단계)]
[include(틀:전략적 팀 전투/챔피언/특성, set=15, champ=사미라, 4=단계)]
[include(틀:전략적 팀 전투/챔피언/특성, set=15, champ=볼리베어, 4=단계)]
[include(틀:전략적 팀 전투/챔피언/특성, set=15, champ=요네, 5=단계)]}}}}}}||

#### 저격수
||<tablealign=center><tablewidth=500><width=60><tablebgcolor=#0f1a18><tablebordercolor=#99814d><tablecolor=#e6ddc9>{{{#!wiki style="margin: 5px 0"
{{{#!wiki style="height: 40px; margin-top: 10px"
{{{#!wiki style="float: left; width: 52px; text-align: center"
[[전략적 팀 전투/세트 15#저격수|width=40]]}}}{{{#!wiki style="float: left; width: 80%; text-align: left; margin-left: 8px; padding-top: 5px; font-size: 1.3em"
저격수}}}}}}[br]{{{#!wiki style="font-size: 0.9em"
저격수가 피해 증폭을 얻습니다. 멀리 떨어진 적을 대상으로 수치가 증가합니다.
{{{#a09b8c (2) 10% 피해 증폭, 칸당 +4% 피해 증폭
(3) 15% 피해 증폭, 칸당 +6% 피해 증폭
(4) 25% 피해 증폭, 칸당 +9% 피해 증폭
(5) 30% 피해 증폭, 칸당 +12% 피해 증폭 }}}{{{#!wiki style="margin: 12px 0 14px; height: 2px; background-color: #46422a"
}}}[include(틀:전략적 팀 전투/챔피언/특성, set=15, champ=나르, 1=단계)]
[include(틀:전략적 팀 전투/챔피언/특성, set=15, champ=시비르, 1=단계)]
[include(틀:전략적 팀 전투/챔피언/특성, set=15, champ=진, 2=단계)]
[include(틀:전략적 팀 전투/챔피언/특성, set=15, champ=케이틀린, 3=단계)]
[include(틀:전략적 팀 전투/챔피언/특성, set=15, champ=징크스, 4=단계)]
[include(틀:전략적 팀 전투/챔피언/특성, set=15, champ=바루스, 5=단계)]}}}}}}||

#### 전쟁기계
||<tablealign=center><tablewidth=500><width=60><tablebgcolor=#0f1a18><tablebordercolor=#99814d><tablecolor=#e6ddc9>{{{#!wiki style="margin: 5px 0"
{{{#!wiki style="height: 40px; margin-top: 10px"
{{{#!wiki style="float: left; width: 52px; text-align: center"
[[전략적 팀 전투/세트 15#전쟁기계|width=40]]}}}{{{#!wiki style="float: left; width: 80%; text-align: left; margin-left: 8px; padding-top: 5px; font-size: 1.3em"
전쟁기계}}}}}}[br]{{{#!wiki style="font-size: 0.9em"
전쟁기계가 내구력을 얻습니다. 체력이 50% 이상일 경우 수치가 증가합니다. 전쟁기계가 사망하면 다른 전쟁기계가 최대 체력의 10%만큼 체력을 회복합니다.
{{{#a09b8c (2) 내구력 15% 또는 25%
(4) 내구력 20% 또는 35%
(6) 내구력 25% 또는 40% }}}{{{#!wiki style="margin: 12px 0 14px; height: 2px; background-color: #46422a"
}}}[include(틀:전략적 팀 전투/챔피언/특성, set=15, champ=나피리, 1=단계)]
[include(틀:전략적 팀 전투/챔피언/특성, set=15, champ=아트록스, 1=단계)]
[include(틀:전략적 팀 전투/챔피언/특성, set=15, champ=문도 박스, 2=단계)]
[include(틀:전략적 팀 전투/챔피언/특성, set=15, champ=바이, 2=단계)]
[include(틀:전략적 팀 전투/챔피언/특성, set=15, champ=우디르, 3=단계)]
[include(틀:전략적 팀 전투/챔피언/특성, set=15, champ=세트, 4=단계)]}}}}}}||

#### 책략가
||<tablealign=center><tablewidth=500><width=60><tablebgcolor=#0f1a18><tablebordercolor=#99814d><tablecolor=#e6ddc9>{{{#!wiki style="margin: 5px 0"
{{{#!wiki style="height: 40px; margin-top: 10px"
{{{#!wiki style="float: left; width: 52px; text-align: center"
[[전략적 팀 전투/세트 15#책략가|width=40]]}}}{{{#!wiki style="float: left; width: 80%; text-align: left; margin-left: 8px; padding-top: 5px; font-size: 1.3em"
책략가}}}}}}[br]{{{#!wiki style="font-size: 0.9em"
전투 시작: 전방 가로 2열에 있는 아군이 15초 동안 보호막을 얻습니다. 후방 가로 2열에 있는 아군이 피해 증폭을 얻습니다. 책략가는 능력치를 세 배로 얻습니다.
{{{#a09b8c (2) 150 보호막, 4% 피해 증폭
(3) 250 보호막, 7% 피해 증폭
(4) 400 보호막, 11% 피해 증폭
(5) 500 보호막, 15% 피해 증폭 }}}{{{#!wiki style="margin: 12px 0 14px; height: 2px; background-color: #46422a"
}}}[include(틀:전략적 팀 전투/챔피언/특성, set=15, champ=잔나, 2=단계)]
[include(틀:전략적 팀 전투/챔피언/특성, set=15, champ=직스, 3=단계)]
[include(틀:전략적 팀 전투/챔피언/특성, set=15, champ=라이즈, 4=단계)]
[include(틀:전략적 팀 전투/챔피언/특성, set=15, champ=자르반 4세, 4=단계)]}}}}}}||

#### 처형자
||<tablealign=center><tablewidth=500><width=60><tablebgcolor=#0f1a18><tablebordercolor=#99814d><tablecolor=#e6ddc9>{{{#!wiki style="margin: 5px 0"
{{{#!wiki style="height: 40px; margin-top: 10px"
{{{#!wiki style="float: left; width: 52px; text-align: center"
[[전략적 팀 전투/세트 15#처형자|width=40]]}}}{{{#!wiki style="float: left; width: 80%; text-align: left; margin-left: 8px; padding-top: 5px; font-size: 1.3em"
처형자}}}}}}[br]{{{#!wiki style="font-size: 0.9em"
처형자가 치명타 확률 및 치명타 피해량을 얻습니다. 스킬에 치명타가 적용될 수 있습니다.
{{{#a09b8c (2) 25% 치명타 확률, 10% 치명타 피해
(3) 35% 치명타 확률, 12% 치명타 피해
(4) 45% 치명타 확률, 15% 치명타 피해
(5) 55% 치명타 확률, 20% 치명타 피해 }}}{{{#!wiki style="margin: 12px 0 14px; height: 2px; background-color: #46422a"
}}}[include(틀:전략적 팀 전투/챔피언/특성, set=15, champ=칼리스타, 1=단계)]
[include(틀:전략적 팀 전투/챔피언/특성, set=15, champ=카타리나, 2=단계)]
[include(틀:전략적 팀 전투/챔피언/특성, set=15, champ=세나, 3=단계)]
[include(틀:전략적 팀 전투/챔피언/특성, set=15, champ=라이즈, 4=단계)]
[include(틀:전략적 팀 전투/챔피언/특성, set=15, champ=아칼리, 4=단계)]}}}}}}||

#### 헤비급
||<tablealign=center><tablewidth=500><width=60><tablebgcolor=#0f1a18><tablebordercolor=#99814d><tablecolor=#e6ddc9>{{{#!wiki style="margin: 5px 0"
{{{#!wiki style="height: 40px; margin-top: 10px"
{{{#!wiki style="float: left; width: 52px; text-align: center"
[[전략적 팀 전투/세트 15#헤비급|width=40]]}}}{{{#!wiki style="float: left; width: 80%; text-align: left; margin-left: 8px; padding-top: 5px; font-size: 1.3em"
헤비급}}}}}}[br]{{{#!wiki style="font-size: 0.9em"
아군이 체력을 100 얻습니다.
헤비급은 추가 체력을 얻고 체력의 일정 비율만큼 공격력을 얻습니다.
```
체력의 0.2%만큼 공격력 획득
```

(4) 40% 체력 {{{#!wiki style="margin: 12px 0 14px; height: 2px; background-color: #46422a"
}}}[include(틀:전략적 팀 전투/챔피언/특성, set=15, champ=아트록스, 1=단계)]
[include(틀:전략적 팀 전투/챔피언/특성, set=15, champ=자크, 1=단계)]
[include(틀:전략적 팀 전투/챔피언/특성, set=15, champ=코부코, 2=단계)]
[include(틀:전략적 팀 전투/챔피언/특성, set=15, champ=다리우스, 3=단계)]
[include(틀:전략적 팀 전투/챔피언/특성, set=15, champ=제이스, 3=단계)]
[include(틀:전략적 팀 전투/챔피언/특성, set=15, champ=뽀삐, 4=단계)]}}}}}}||

## 유닛

### 1단계

#### 가렌
[include(틀:전략적 팀 전투/챔피언
, champname=가렌, champimg=2021_Battle Academia.jpg
, set=15, c1=전투사관학교, c2=요새, c3=
, hp= /  / , mana= / , ad= /  / , ar= / , as=, range=)]
역할군은 공격력 탱커.[*탱커 탱커는 공격당 마나를 5 획득합니다. 피해를 받을 때도 마나를 획득합니다. 적에게 대상으로 지정될 확률이 더 높습니다.]
전 시즌의 1코 가렌과 마찬가지로 Q를 사용한다. 전투사관학교 시너지를 활성화할 시 스킬을 쓸 때마다 영구적으로 체력을 얻기에 3성작이 된다면 후반 포텐셜이 보장된다.

#### 나르
[include(틀:전략적 팀 전투/챔피언
, champname=나르, champimg=2016_El.jpg
, set=15, c1=프로레슬러, c2=저격수, c3=
, hp= /  / , mana= / , ad= /  / , ar= / , as=, range=)]
역할군은 공격력 원거리 딜러.[*원거리딜러 원거리 딜러는 공격당 마나를 10 획득합니다.]

#### 나피리
[include(틀:전략적 팀 전투/챔피언
, champname=나피리, champimg=naafiri_Soulfighter.jpg
, set=15, c1=소울 파이터, c2=전쟁기계, c3=
, hp=650 / 1170 / 2106, mana=0 / 30 , ad=55 / 83 / 124, ar= 45 / 45, as=0.8, range=1)]
||<tablealign=center><tablewidth=500><width=60><tablebgcolor=#0f1a18><tablebordercolor=#99814d><tablecolor=#a09b8c>{{{#!wiki style="margin:5px 0"
{{{#!wiki style="height:48px"
{{{#!wiki style="float:left;width:52px;text-align:center"
width=48}}}{{{#!wiki style="float: left; width: 80%; text-align: left; margin-left: 8px; padding-top: 3px; font-size: 1.1em; color: #e6ddc9"
회전 영혼톱}}}}}}{{{#!wiki style="margin:12px 0 14px;height:2px;background-color:#46422a"
}}}{{{#!wiki style="font-size: 0.9em"
2초 동안 {{{#ffe384 보호막(width=12)}}}을 얻고 대상에게 {{{#f26522 물리 피해(width=12)}}}를 입힙니다.{{{#!wiki style="margin:12px 0 14px;height:2px;background-color:#46422a"
}}}{{{#!wiki style="display: inline-block; width: 30%"
보호막(width=12):}}}{{{#!wiki style="display: inline-block; width: 70%; text-align: right"
[ 100% / 120% / 150% ]}}}
{{{#!wiki style="display: inline-block; width: 30%"
피해량(width=12):}}}{{{#!wiki style="display: inline-block; width: 70%; text-align: right"
[ 150% / 225% / 340% ]}}}}}}}}}||
역할군은 공격력 전사.[*전사 전사는 공격당 마나를 10 획득합니다. 8~20%(스테이지에 비례)만큼 모든 피해를 흡혈합니다.]

#### 렐
[include(틀:전략적 팀 전투/챔피언
, champname=렐, champimg=rell_Starguardian.jpg
, set=15, c1=별 수호자, c2=요새, c3=
, hp=750 / 1350 / 2430, mana=0 / 40, ad=50 / 75 / 113 , ar= 40 / 40 , as=0.6, range=1)]
||<tablealign=center><tablewidth=500><width=60><tablebgcolor=#0f1a18><tablebordercolor=#99814d><tablecolor=#a09b8c>{{{#!wiki style="margin:5px 0"
{{{#!wiki style="height:48px"
{{{#!wiki style="float:left;width:52px;text-align:center"
width=48}}}{{{#!wiki style="float: left; width: 80%; text-align: left; margin-left: 8px; padding-top: 3px; font-size: 1.1em; color: #e6ddc9"
꺾이지 않는 천상의 창}}}}}}{{{#!wiki style="margin:12px 0 14px;height:2px;background-color:#46422a"
}}}{{{#!wiki style="font-size: 0.9em"
대상을 관통해 일직선상의 짧은 범위에 {{{#0acbe6 마법 피해(width=12)}}}를 입힙니다. 이후 4초 동안 받는 피해량이 {{{#0acbe6 감소(width=12)}}}합니다.{{{#!wiki style="margin:12px 0 14px;height:2px;background-color:#46422a"
}}}{{{#!wiki style="display: inline-block; width: 50%"
피해량(width=12):}}}{{{#!wiki style="display: inline-block; width: 50%; text-align: right"
[ 130% / 195% / 295% ]}}}{{{#!wiki style="display: inline-block; width: 50%"
고정 피해량 감소(width=12):}}}{{{#!wiki style="display: inline-block; width: 50%; text-align: right"
[ 20% / 30% / 45% ]}}}}}}}}}||
역할군은 주문력 탱커.[*탱커]

#### 루시안
[include(틀:전략적 팀 전투/챔피언
, champname=루시안, champimg=lucian_Maskedjustice.jpg
, set=15, c1=거대 메크, c2=마법사, c3=
, hp=500 / 900 / 1620, mana=0 / 40, ad=30 / 45 / 68, ar=20 / 20, as=0.7, range=4)]
||<tablealign=center><tablewidth=500><width=60><tablebgcolor=#0f1a18><tablebordercolor=#99814d><tablecolor=#a09b8c>{{{#!wiki style="margin:5px 0"
{{{#!wiki style="height:48px"
{{{#!wiki style="float:left;width:52px;text-align:center"
width=48}}}{{{#!wiki style="float: left; width: 80%; text-align: left; margin-left: 8px; padding-top: 3px; font-size: 1.1em; color: #e6ddc9"
쌍포 발사}}}}}}{{{#!wiki style="margin:12px 0 14px;height:2px;background-color:#46422a"
}}}{{{#!wiki style="font-size: 0.9em"
대상을 향해 4발의 탄환을 발사합니다. 각 탄환은 처음 적중한 적에게 마법 피해(width=14)를 입히며, 빗나갈 때마다 마나를 10 회복합니다.{{{#!wiki style="margin:12px 0 14px;height:2px;background-color:#46422a"
}}}{{{#!wiki style="display: inline-block; width: 50%"
피해량(width=12):}}}{{{#!wiki style="display: inline-block; width: 50%; text-align: right"
[ 85% / 130% / 200% ]}}}}}}}}}||
역할군은 주문력 마법사.[*마법사 마법사는 공격당 마나를 7 획득합니다. 초당 2 마나를 재생합니다.]

#### 말파이트
[include(틀:전략적 팀 전투/챔피언
, champname=말파이트, champimg=malphite_Odyssey.jpg
, set=15, c1=크루, c2=봉쇄자, c3=
, hp=750 / 1350 / 2430, mana=0 / 100, ad=60 / 90 / 135, ar=55 / 55, as=0.55, range=1)]
||<tablealign=center><tablewidth=500><width=60><tablebgcolor=#0f1a18><tablebordercolor=#99814d><tablecolor=#a09b8c>{{{#!wiki style="margin:5px 0"
{{{#!wiki style="height:48px"
{{{#!wiki style="float:left;width:52px;text-align:center"
width=48}}}{{{#!wiki style="float: left; width: 80%; text-align: left; margin-left: 8px; padding-top: 3px; font-size: 1.1em; color: #e6ddc9"
지표면의 저항력}}}}}}{{{#!wiki style="margin:12px 0 14px;height:2px;background-color:#46422a"
}}}{{{#!wiki style="font-size: 0.9em"
기본 지속 효과: 장착한 아이템 하나당 방어력을 20 얻습니다.
사용 시: 원뿔 범위 내 적에게 물리 피해(width=12+width=14)를 입힙니다.
{{{#!wiki style="display: inline-block; width: 50%"
피해량(width=12+width=12):}}}{{{#!wiki style="display: inline-block; width: 50%; text-align: right"
[ 40% ] + [ 270% / 405% / 610% ]}}}}}}}}}||
역할군은 주문력 탱커.[*탱커]
영웅 증강 '지표면의 거인'을 먹으면 주문력 전사가 되고 스킬이 아래와 같이 변경되며 스킬 마나 소모량은 50이 된다.
||<tablealign=center><tablewidth=500><width=60><tablebgcolor=#0f1a18><tablebordercolor=#99814d><tablecolor=#a09b8c>{{{#!wiki style="margin:5px 0"
{{{#!wiki style="height:48px"
{{{#!wiki style="float:left;width:52px;text-align:center"
width=48}}}{{{#!wiki style="float: left; width: 80%; text-align: left; margin-left: 8px; padding-top: 3px; font-size: 1.1em; color: #e6ddc9"
지표면의 거인}}}}}}{{{#!wiki style="margin:12px 0 14px;height:2px;background-color:#46422a"
}}}{{{#!wiki style="font-size: 0.9em"
1(공격 사거리)칸 내 가장 큰 적 무리로 돌진합니다. 이후 반경 1칸 내 적에게 마법 피해(width=14)를 입히고 잠시 기절시킵니다.
스킬을 사용할 때마다 사거리가 1씩 증가합니다.{{{#!wiki style="margin:12px 0 14px;height:2px;background-color:#46422a"
}}}{{{#!wiki style="display: inline-block; width: 50%"
피해량(width=12):}}}{{{#!wiki style="display: inline-block; width: 50%; text-align: right"
[ 200% / 300% / 450% ]}}}}}}}}}||

#### 시비르
[include(틀:전략적 팀 전투/챔피언
, champname=시비르, champimg=sivir_Odyssey.jpg
, set=15, c1=크루, c2=저격수, c3=
, hp=450 / 810 / 1458, mana=0 / 60, ad=45 / 68 / 101, ar=20 / 20, as=0.7, range=5)]
||<tablealign=center><tablewidth=500><width=60><tablebgcolor=#0f1a18><tablebordercolor=#99814d><tablecolor=#a09b8c>{{{#!wiki style="margin:5px 0"
{{{#!wiki style="height:48px"
{{{#!wiki style="float:left;width:52px;text-align:center"
width=48}}}{{{#!wiki style="float: left; width: 80%; text-align: left; margin-left: 8px; padding-top: 3px; font-size: 1.1em; color: #e6ddc9"
별 절단기}}}}}}{{{#!wiki style="margin:12px 0 14px;height:2px;background-color:#46422a"
}}}{{{#!wiki style="font-size: 0.9em"
현재 대상을 관통해 2칸까지 갔다가 돌아오는 칼날을 던집니다. 칼날은 적중한 적에게 {{{#f26522 물리 피해(width=12+width=12)}}}를 입히며, 적중할 때마다 피해량이 40% 감소합니다.{{{#!wiki style="margin:12px 0 14px;height:2px;background-color:#46422a"
}}}{{{#!wiki style="display: inline-block; width: 50%"
피해량(width=12):}}}{{{#!wiki style="display: inline-block; width: 50%; text-align: right"
[ 170% / 255% / 385% ]}}}{{{#!wiki style="display: inline-block; width: 50%"
피해량(width=12):}}}{{{#!wiki style="display: inline-block; width: 50%; text-align: right"
[ 20% / 30% / 45% ]}}}}}}}}}||
역할군은 공격력 마법사.[*마법사]

#### 신드라
[include(틀:전략적 팀 전투/챔피언
, champname=신드라, champimg=syndra_Starguardian_Prestige.jpg
, set=15, c1=수정 갬빗, c2=별 수호자, c3=신동
, hp=450 / 810 / 1458, mana=0 / 30, ad=40 / 60 / 90, ar=20 / 20, as=0.7, range=4)]
||<tablealign=center><tablewidth=500><width=60><tablebgcolor=#0f1a18><tablebordercolor=#99814d><tablecolor=#a09b8c>{{{#!wiki style="margin:5px 0"
{{{#!wiki style="height:48px"
{{{#!wiki style="float:left;width:52px;text-align:center"
width=48}}}{{{#!wiki style="float: left; width: 80%; text-align: left; margin-left: 8px; padding-top: 3px; font-size: 1.1em; color: #e6ddc9"
별빛 폭발}}}}}}{{{#!wiki style="margin:12px 0 14px;height:2px;background-color:#46422a"
}}}{{{#!wiki style="font-size: 0.9em"
대상에게 마법 피해(width=14)를 입히고 적의 마법 저항력을 10 감소시킵니다.{{{#!wiki style="margin:12px 0 14px;height:2px;background-color:#46422a"
}}}{{{#!wiki style="display: inline-block; width: 50%"
피해량(width=12):}}}{{{#!wiki style="display: inline-block; width: 50%; text-align: right"
[ 230% / 345% / 520% ]}}}}}}}}}||
역할군은 주문력 마법사.[*마법사]

#### 아트록스
[include(틀:전략적 팀 전투/챔피언
, champname=아트록스, champimg=2023_DRX.jpg
, set=15, c1=거대 메크, c2=전쟁기계, c3=헤비급
, hp=650 / 1170 / 2106 , mana=20 / 80 , ad=50 / 75 / 113 , ar=40 / 40, as=0.65, range=1)]
||<tablealign=center><tablewidth=500><width=60><tablebgcolor=#0f1a18><tablebordercolor=#99814d><tablecolor=#a09b8c>{{{#!wiki style="margin:5px 0"
{{{#!wiki style="height:48px"
{{{#!wiki style="float:left;width:52px;text-align:center"
width=48}}}{{{#!wiki style="float: left; width: 80%; text-align: left; margin-left: 8px; padding-top: 3px; font-size: 1.1em; color: #e6ddc9"
검의 활기}}}}}}{{{#!wiki style="margin:12px 0 14px;height:2px;background-color:#46422a"
}}}{{{#!wiki style="font-size: 0.9em"
체력을 회복(width=14width=14)하고 현재 대상에게 물리 피해(width=14width=14)를 입힙니다. 체력 회복량 및 피해량은 아트록스의 잃은 체력에 비례해 100%까지 증가합니다.
{{{#!wiki style="margin:12px 0 14px;height:2px;background-color:#46422a"
}}}{{{#!wiki style="display: inline-block; width: 50%"
체력 회복량(width=12+width=14):}}}{{{#!wiki style="display: inline-block; width: 50%; text-align: right"
[ 100% / 105% / 110% ] + 4%}}}{{{#!wiki style="display: inline-block; width: 50%"
피해량(width=12+width=14):}}}{{{#!wiki style="display: inline-block; width: 50%; text-align: right"
[ 100% / 150% / 225% ] + [ 25% / 40% / 55% ]}}}}}}}}}||
역할군은 공격력 탱커.[*탱커]

#### 이즈리얼
[include(틀:전략적 팀 전투/챔피언
, champname=이즈리얼, champimg=ezreal_Battleacademia.jpg
, set=15, c1=전투사관학교, c2=신동, c3=
, hp=500 / 900 / 1620, mana=0 / 50, ad=50 / 75 / 113, ar=20 / 20, as=0.7, range=4)]
||<tablealign=center><tablewidth=500><width=60><tablebgcolor=#0f1a18><tablebordercolor=#99814d><tablecolor=#a09b8c>{{{#!wiki style="margin:5px 0"
{{{#!wiki style="height:48px"
{{{#!wiki style="float:left;width:52px;text-align:center"
width=48}}}{{{#!wiki style="float: left; width: 80%; text-align: left; margin-left: 8px; padding-top: 3px; font-size: 1.1em; color: #e6ddc9"
끓어오르는 주문의 힘}}}}}}{{{#!wiki style="margin:12px 0 14px;height:2px;background-color:#46422a"
}}}{{{#!wiki style="font-size: 0.9em"
현재 대상에게 파동을 방출해 물리 피해(width=12)와 마법 피해(width=12)를 입힙니다.
잠재력: 짧은 거리를 순간적으로 이동한 다음 5초 동안 공격 속도를 25% 얻고, 전투가 끝날 때까지 공격력 및 주문력을 얻습니다.{{{#!wiki style="margin:12px 0 14px;height:2px;background-color:#46422a"
}}}{{{#!wiki style="display: inline-block; width: 50%"
물리 피해량(width=12):}}}{{{#!wiki style="display: inline-block; width: 50%; text-align: right"
[ 115% / 175% / 300% ]}}}{{{#!wiki style="display: inline-block; width: 50%"
마법 피해량(width=12):}}}{{{#!wiki style="display: inline-block; width: 50%; text-align: right"
[ 230% / 350% / 600% ]}}}{{{#!wiki style="display: inline-block; width: 50%"
추가 효과:}}}{{{#!wiki style="display: inline-block; width: 50%; text-align: right"
잠재력당 공격력 및 주문력 4}}}}}}}}}||
역할군은 혼합 마법사.[*마법사]

#### 자크
[include(틀:전략적 팀 전투/챔피언
, champname=자크, champimg=zac_Empyrean.jpg
, set=15, c1=악령, c2=헤비급, c3=
, hp=650 / 1170 / 2106, mana=30 / 75, ad=60 / 90 / 135 , ar=40 / 40, as=0.55, range=1)]
||<tablealign=center><tablewidth=500><width=60><tablebgcolor=#0f1a18><tablebordercolor=#99814d><tablecolor=#a09b8c>{{{#!wiki style="margin:5px 0"
{{{#!wiki style="height:48px"
{{{#!wiki style="float:left;width:52px;text-align:center"
width=48}}}{{{#!wiki style="float: left; width: 80%; text-align: left; margin-left: 8px; padding-top: 3px; font-size: 1.1em; color: #e6ddc9"
현실의 물결}}}}}}{{{#!wiki style="margin:12px 0 14px;height:2px;background-color:#46422a"
}}}{{{#!wiki style="font-size: 0.9em"
체력을 회복(width=12)하고 반경 1칸 내 적에게 마법 피해(width=12)를 입힙니다.{{{#!wiki style="margin:12px 0 14px;height:2px;background-color:#46422a"
}}}{{{#!wiki style="display: inline-block; width: 50%"
피해량(width=12):}}}{{{#!wiki style="display: inline-block; width: 50%; text-align: right"
[ 7% ]}}}{{{#!wiki style="display: inline-block; width: 50%"
회복량(width=12):}}}{{{#!wiki style="display: inline-block; width: 50%; text-align: right"
[ 240% / 280% / 350% ]}}}}}}}}}||
역할군은 주문력 탱커.[*탱커]
창공 자크 스킨으로만 벌써 4번째 등장했다.
자체 탱킹력은 허접해 보일지라도 악령에서는 크산테가 뜨기 전 유일한 앞라인 기물이며, 케일 리롤을 노린다면 같은 1코라 수월하게 3성을 찍을 수 있어 실질적인 탱킹력은 높다. 또한 자체 회복기 + 악령 시너지의 치유 능력으로 진득하게 버틸 수 있다. 헤비급을 다수 채용한다면 주문력 딜러로 사용되기도 한다.

#### 칼리스타
[include(틀:전략적 팀 전투/챔피언
, champname=칼리스타, champimg=kalista_Soulfighter_Wild Rift.jpg
, set=15, c1=소울 파이터, c2=처형자, c3=
, hp=500 / 900 / 1620, mana=0 / 90, ad=55 / 83 / 124, ar=20 / 20, as=0.7, range=4)]
||<tablealign=center><tablewidth=500><width=60><tablebgcolor=#0f1a18><tablebordercolor=#99814d><tablecolor=#a09b8c>{{{#!wiki style="margin:5px 0"
{{{#!wiki style="height:48px"
{{{#!wiki style="float:left;width:52px;text-align:center"
width=48}}}{{{#!wiki style="float: left; width: 80%; text-align: left; margin-left: 8px; padding-top: 3px; font-size: 1.1em; color: #e6ddc9"
영혼의 창}}}}}}{{{#!wiki style="margin:12px 0 14px;height:2px;background-color:#46422a"
}}}{{{#!wiki style="font-size: 0.9em"
가장 멀리 있는 적에게 창을 던져 처음 적중하는 적에게 {{{#f26522 물리 피해(width=12+width=12)}}}를 입힙니다. 적을 처치하면 창이 관통하며 남는 피해량만큼 다음으로 적중하는 적에게 피해를 입힙니다.{{{#!wiki style="margin:12px 0 14px;height:2px;background-color:#46422a"
}}}{{{#!wiki style="display: inline-block; width: 50%"
피해량(width=12):}}}{{{#!wiki style="display: inline-block; width: 50%; text-align: right"
[ 380% / 570% / 900% ]}}}{{{#!wiki style="display: inline-block; width: 50%"
피해량(width=12):}}}{{{#!wiki style="display: inline-block; width: 50%; text-align: right"
[ 60% / 90% / 135% ]}}}}}}}}}||
역할군은 공격력 마법사.[*마법사]

#### 케넨
[include(틀:전략적 팀 전투/챔피언
, champname=케넨, champimg=kennen_Supremecell.jpg
, set=15, c1=슈프림 셀, c2=마법사, c3=봉쇄자
, hp=700 / 1260 / 2268, mana=30 / 85, ad=45 / 68 / 101, ar=40 / 40 , as=0.65, range=1)]
||<tablealign=center><tablewidth=500><width=60><tablebgcolor=#0f1a18><tablebordercolor=#99814d><tablecolor=#a09b8c>{{{#!wiki style="margin:5px 0"
{{{#!wiki style="height:48px"
{{{#!wiki style="float:left;width:52px;text-align:center"
width=48}}}{{{#!wiki style="float: left; width: 80%; text-align: left; margin-left: 8px; padding-top: 3px; font-size: 1.1em; color: #e6ddc9"
태풍의 눈}}}}}}{{{#!wiki style="margin:12px 0 14px;height:2px;background-color:#46422a"
}}}{{{#!wiki style="font-size: 0.9em"
체력을 회복(width=14width=14)합니다. 이후 가장 가까운 적 2명에게 마법 피해(width=14)를 입히며 1초 동안 기절시킵니다.
{{{#!wiki style="margin:12px 0 14px;height:2px;background-color:#46422a"
}}}{{{#!wiki style="display: inline-block; width: 50%"
체력 회복량(width=12+width=14):}}}{{{#!wiki style="display: inline-block; width: 50%; text-align: right"
[ 180% / 210% / 240% ] + 5%}}}{{{#!wiki style="display: inline-block; width: 50%"
피해량(width=12):}}}{{{#!wiki style="display: inline-block; width: 50%; text-align: right"
[ 130% / 195% / 300% ]}}}}}}}}}||
역할군은 주문력 탱커.[*탱커]

#### 케일
[include(틀:전략적 팀 전투/챔피언
, champname=케일, champimg=kayle_Empyrean.jpg
, set=15, c1=악령, c2=결투가, c3=
, hp=500 / 900 / 1620, mana= - , ad=30 / 45 / 68, ar=25 / 25, as=0.7, range=4)]
||<tablealign=center><tablewidth=500><width=60><tablebgcolor=#0f1a18><tablebordercolor=#99814d><tablecolor=#a09b8c>{{{#!wiki style="margin:5px 0"
{{{#!wiki style="height:48px"
{{{#!wiki style="float:left;width:52px;text-align:center"
width=48}}}{{{#!wiki style="float: left; width: 80%; text-align: left; margin-left: 8px; padding-top: 3px; font-size: 1.1em; color: #e6ddc9"
악마를 해방하라}}}}}}{{{#!wiki style="margin:12px 0 14px;height:2px;background-color:#46422a"
}}}{{{#!wiki style="font-size: 0.9em"
{{{#e6ddc9 기본 지속 효과}}}: 기본 공격 시 {{{#0acbe6 추가 마법 피해(width=12)}}}를 입힙니다. 전략가의 레벨에 따라 추가 능력을 얻습니다.
{{{#e6ddc9 레벨 6}}}: 매 3회 공격 시 파동을 일으켜 {{{#0acbe6 마법 피해(width=12)}}}를 입히고 3초간 파쇄를 20% 적용합니다.
{{{#e6ddc9 레벨 9}}}: 기본 공격 시 항상 파동이 발사되며 더 멀리 날아갑니다.
{{{#5a5955 파쇄: 마법 저항력 감소}}}{{{#!wiki style="margin:12px 0 14px;height:2px;background-color:#46422a"
}}}{{{#!wiki style="display: inline-block; width: 50%"
피해량(width=12):}}}{{{#!wiki style="display: inline-block; width: 50%; text-align: right"
[ 33% / 50% / 75% ]}}}{{{#!wiki style="display: inline-block; width: 50%"
파동 피해량(width=12):}}}{{{#!wiki style="display: inline-block; width: 50%; text-align: right"
[ 55% / 85% / 125% ]}}} }}}}}}||
역할군은 주문력 전문가.[*전문가 전문가는 특별한 방식으로 자원을 생성합니다.]
전통의 1코 왕귀 기물로 세트 9.5와 동일한 스킬로 나왔지만 악령이라는 새로운 시너지를 들고 나왔다. 6악령으로 굴리거나, 아트록스+자크+나피리와 같이 3성작을 보는 전쟁기계 기반 리롤 덱에서 잘 집히면 무난하게 캐리가 가능한 기물. 
단 코어템인 구인수가 재설계됐기 때문에 구인수는 하나 정도만 들고, 보석 건틀릿 + 방패파괴자가 코어로 꼽힌다. 파워 열매 선택지 중에서 7/10레벨에 추가 진화가 가능해지는 선택지가 있는데 7레벨 달성 시 평타 3회마다 추가 공격력/주문력을, 10레벨 달성 시 적진 최후방까지 닿는 화염파를 난사하기 때문에 탱커만 때리고 있어도 적 뒷라인이 녹는다.
잘 잡히지 않는 경우에도 간단하게 마법방어력 약화를 걸기 때문에 은근히 인기가 많다.

### 2단계

#### 갱플랭크
[include(틀:전략적 팀 전투/챔피언2
, champname=갱플랭크, champimg=2020_FPX.jpg
, set=15, c1=거대 메크, c2=결투가, c3=
, hp=750 / 1350 / 2430, mana=0 / 40, ad=50 / 75 / 113, ar= 50 / 50, as=0.8, range=1)]
||<tablealign=center><tablewidth=500><width=60><tablebgcolor=#0f1a18><tablebordercolor=#99814d><tablecolor=#a09b8c>{{{#!wiki style="margin:5px 0"
{{{#!wiki style="height:48px"
{{{#!wiki style="float:left;width:52px;text-align:center"
width=48}}}{{{#!wiki style="float: left; width: 80%; text-align: left; margin-left: 8px; padding-top: 3px; font-size: 1.1em; color: #e6ddc9"
특대형 황금 총}}}}}}{{{#!wiki style="margin:12px 0 14px;height:2px;background-color:#46422a"
}}}{{{#!wiki style="font-size: 0.9em"
2칸(사거리) 내 가장 체력이 낮은 적에게 물리 피해(width=12)를 입힙니다. 대상이 사망하면 (width=1240)%의 확률로 1골드를 획득합니다.{{{#!wiki style="margin:12px 0 14px;height:2px;background-color:#46422a"
}}}{{{#!wiki style="display: inline-block; width: 30%"
피해량(width=12):}}}{{{#!wiki style="display: inline-block; width: 70%; text-align: right"
[ 320% / 480% / 875% ]}}}}}}}}}||

#### 라칸
[include(틀:전략적 팀 전투/챔피언2
, champname=라칸, champimg=2025_Battleacademia.jpg
, set=15, c1=전투사관학교, c2=봉쇄자, c3=
, hp= /  / , mana= / , ad= /  / , ar= / , as=, range=)]

#### 럭스
[include(틀:전략적 팀 전투/챔피언2
, champname=럭스, champimg=lux_Soulfighter.jpg
, set=15, c1=소울 파이터, c2=마법사, c3=
, hp= /  / , mana= / , ad= /  / , ar= / , as=, range=)]

#### 문도 박사
[include(틀:전략적 팀 전투/챔피언2
, champname=문도 박사, champimg=2016_El.jpg
, set=15, c1=프로레슬러, c2=전쟁기계, c3=
, hp= /  / , mana= / , ad= /  / , ar= / , as=, range=)]

#### 바이
[include(틀:전략적 팀 전투/챔피언2
, champname=바이, champimg=vi_crystalrose.jpg
, set=15, c1=수정 갬빗, c2=전쟁기계, c3=
, hp= /  / , mana= / , ad= /  / , ar= / , as=, range=)]

#### 쉔
[include(틀:전략적 팀 전투/챔피언2
, champname=쉔, champimg=shen_Psyops.jpg
, set=15, c1=크루, c2=요새, c3=이단아
, hp= /  / , mana= / , ad= /  / , ar= / , as=, range=)]

#### 신 짜오
[include(틀:전략적 팀 전투/챔피언2
, champname=신 짜오, champimg=xinZhao_Soulfighter_Wild Rift.jpg
, set=15, c1=소울 파이터, c2=요새, c3=
, hp= /  / , mana= / , ad= /  / , ar= / , as=, range=)]

#### 자야
[include(틀:전략적 팀 전투/챔피언2
, champname=자야, champimg=2019_Star Guardian.jpg
, set=15, c1=별 수호자, c2=이단아, c3=
, hp= /  / , mana= / , ad= /  / , ar= / , as=, range=)]

#### 잔나
[include(틀:전략적 팀 전투/챔피언2
, champname=잔나, champimg=janna_Crystalrose.jpg
, set=15, c1=수정 갬빗, c2=봉쇄자, c3=책략가
, hp= /  / , mana= / , ad= /  / , ar= / , as=, range=)]
역할군은 주문력 마법사.[*마법사]

#### 진
[include(틀:전략적 팀 전투/챔피언2
, champname=진, champimg=jhin_Empyrean.jpg
, set=15, c1=악령, c2=저격수, c3=
, hp= /  / , mana= / , ad= /  / , ar= / , as=, range=)]
역할군은 공격력 전문가.[*전문가]

#### 카이사
[include(틀:전략적 팀 전투/챔피언2
, champname=카이사, champimg=kaisa_Inkshadow.jpg
, set=15, c1=슈프림 셀, c2=결투가, c3=
, hp= /  / , mana= / , ad= /  / , ar= / , as=, range=)]
역할군은 공격력 원거리 딜러.[*원거리딜러]

#### 카타리나
[include(틀:전략적 팀 전투/챔피언2
, champname=카타리나, champimg=katarina_Battleacademia.jpg
, set=15, c1=전투사관학교, c2=처형자, c3=
, hp= /  / , mana= / , ad= /  / , ar= / , as=, range=)]
역할군은 주문력 암살자.[*암살자 암살자는 공격당 마나를 10 획득합니다. 대상으로 지정될 확률이 낮습니다.]

#### 코부코
[include(틀:전략적 팀 전투/챔피언2
, champname=코부코, champimg=Kobuko_Classic.jpg
, set=15, c1=멘토, c2=헤비급, c3=
, hp= /  / , mana= / , ad= /  / , ar= / , as=, range=)]
역할군은 공격력 탱커.[*탱커]

### 3단계

#### 니코
[include(틀:전략적 팀 전투/챔피언3
, champname=니코, champimg=neeko_Starguardian.jpg
, set=15, c1=별 수호자, c2=봉쇄자, c3=
, hp= /  / , mana= / , ad= /  / , ar= / , as=, range=)]

#### 다리우스
[include(틀:전략적 팀 전투/챔피언3
, champname=다리우스, champimg=darius_Supremecell.jpg
, set=15, c1=슈프림 셀, c2=헤비급, c3=
, hp= /  / , mana= / , ad= /  / , ar= / , as=, range=)]

#### 룰루
[include(틀:전략적 팀 전투/챔피언3
, champname=룰루, champimg=2022_Monstertamer.jpg
, set=15, c1=괴물 조련사, c2=, c3=
, hp= /  / , mana= / , ad= /  / , ar= / , as=, range=)]

##### # 람머스 #
[include(틀:전략적 팀 전투/챔피언3
, champname=람머스, champimg=rammus_Duriandefender.jpg
, set=15, c1=괴물 조련사, c2=, c3=
, hp= /  / , mana= / , ad= /  / , ar= / , as=, range=)]

##### # 스몰더 #
[include(틀:전략적 팀 전투/챔피언3
, champname=스몰더, champimg=smolder_Classic.jpg
, set=15, c1=괴물 조련사, c2=, c3=
, hp= /  / , mana= / , ad= /  / , ar= / , as=, range=)]

##### # 코그모 #
[include(틀:전략적 팀 전투/챔피언3
, champname=코그모, champimg=2022_Monstertamer.jpg
, set=15, c1=괴물 조련사, c2=, c3=
, hp= /  / , mana= / , ad= /  / , ar= / , as=, range=)]

#### 말자하
[include(틀:전략적 팀 전투/챔피언3
, champname=말자하, champimg=malzahar_Empyrean.jpg
, set=15, c1=악령, c2=신동, c3=
, hp= /  / , mana= / , ad= /  / , ar= / , as=, range=)]
태그는 주문력 마법사. 악령 1~2코 딜러인 케일과 진 모두 마나를 전혀 사용하지 않는 기물이라 대놓고 마나템 몰아주라고 있는 기물. 
사이버 시티의 모르가나와 비슷하지만 한 번의 하나의 기물에게 15초짜리 도트 피해를 거는 스킬을 사용한다. 이 도트는 지속시간 동안 대상이 죽으면 다른 가까운 대상에게 옮겨가 남은 시간만큼 피해를 주고, 모든 적이 이 스킬에 걸린 상태라면 다음 스킬 사용 시 마다 도트딜 피해가 배로 증가한다. 따라서 적의 앞라인만 빨리 정리할 수 있다면 도트가 알아서 옮겨가며 적의 뒷라인 기물들이 배가된 도트 피해+악령의 번개를 맞고 펑펑 터져나가는 것을 볼 수 있다.
케일이 잘 잡히지 않을 때 서브플랜으로 6악령의 캐리로 활용되기도 하며 악동에서의 캐리력도 준수하다. 다만 도트딜인 특성상 팀 기물 전체를 수호하는 별 수호자에게는 유독 약하다.
마나 관련 아이템은 다 잘 받는 편이며 오래 지속되는 도트 특성 상 모렐로노미콘의 궁합은 아주 좋다.

#### 비에고
[include(틀:전략적 팀 전투/챔피언3
, champname=비에고, champimg=viego_SoulFighter.jpg
, set=15, c1=소울 파이터, c2=결투가, c3=
, hp= /  / , mana= / , ad= /  / , ar= / , as=, range=)]

#### 세나
[include(틀:전략적 팀 전투/챔피언3
, champname=세나, champimg=senna_Maskedjustice.jpg
, set=15, c1=거대 메크, c2=처형자, c3=
, hp= /  / , mana= / , ad= /  / , ar= / , as=, range=)]
정체불명의 스킬을 들고 나왔다.

#### 스웨인
[include(틀:전략적 팀 전투/챔피언3
, champname=스웨인, champimg=2021_Crystal Rose.jpg
, set=15, c1=수정 갬빗, c2=마법사, c3=요새
, hp= /  / , mana= / , ad= /  / , ar= / , as=, range=)]

#### 아리
[include(틀:전략적 팀 전투/챔피언3
, champname=아리, champimg=ahri_Starguardian.jpg
, set=15, c1=별 수호자, c2=마법사, c3=
, hp= /  / , mana= / , ad= /  / , ar= / , as=, range=)]

#### 야스오
[include(틀:전략적 팀 전투/챔피언3
, champname=야스오, champimg=yasuo_Foreseen.jpg
, set=15, c1=멘토, c2=이단아, c3=
, hp= /  / , mana= / , ad= /  / , ar= / , as=, range=)]

#### 우디르
[include(틀:전략적 팀 전투/챔피언3
, champname=우디르, champimg=udyr_spiritguard(pheonix).jpg
, set=15, c1=멘토, c2=결투가, c3=전쟁기계
, hp= /  / , mana= / , ad= /  / , ar= / , as=, range=)]

#### 제이스
[include(틀:전략적 팀 전투/챔피언3
, champname=제이스, champimg=jayce_Battleacademia.jpg
, set=15, c1=전투사관학교, c2=헤비급, c3=
, hp= /  / , mana= / , ad= /  / , ar= / , as=, range=)]

#### 직스
[include(틀:전략적 팀 전투/챔피언3
, champname=직스, champimg=ziggs_Odyssey.jpg
, set=15, c1=크루, c2=책략가, c3=
, hp= /  / , mana= / , ad= /  / , ar= / , as=, range=)]

#### 케이틀린
[include(틀:전략적 팀 전투/챔피언3
, champname=케이틀린, champimg=caitlyn_Battleacademia.jpg
, set=15, c1=전투사관학교, c2=저격수, c3=
, hp= /  / , mana= / , ad= /  / , ar= / , as=, range=)]
이스터에그로 전투가 끝난 뒤 튕겨지는 탄환이 정확히 경기장의 꼭짓점을 맞히면 1골드를 획득할 수 있다.

### 4단계

#### 라이즈
[include(틀:전략적 팀 전투/챔피언4
, champname=라이즈, champimg=ryze_Young.jpg
, set=15, c1=멘토, c2=책략가, c3=처형자
, hp= /  / , mana= / , ad= /  / , ar= / , as=, range=)]

#### 레오나
[include(틀:전략적 팀 전투/챔피언4
, champname=레오나, champimg=leona_Battleacademia.jpg
, set=15, c1=전투사관학교, c2=요새, c3=
, hp= /  / , mana= / , ad= /  / , ar= / , as=, range=)]

#### 볼리베어
[include(틀:전략적 팀 전투/챔피언4
, champname=볼리베어, champimg=2016_El.jpg
, set=15, c1=프로레슬러, c2=이단아, c3=
, hp= /  / , mana= / , ad= /  / , ar= / , as=, range=)]

#### 뽀삐
[include(틀:전략적 팀 전투/챔피언4
, champname=뽀삐, champimg=poppy_Starguardian.jpg
, set=15, c1=별 수호자, c2=헤비급, c3=
, hp= /  / , mana= / , ad= /  / , ar= / , as=, range=)]

#### 사미라
[include(틀:전략적 팀 전투/챔피언4
, champname=사미라, champimg=samira_SoulFighter.jpg
, set=15, c1=소울 파이터, c2=이단아, c3=
, hp= /  / , mana= / , ad= /  / , ar= / , as=, range=)]

#### 세트
[include(틀:전략적 팀 전투/챔피언4
, champname=세트, champimg=sett_Soulfighter.jpg
, set=15, c1=소울 파이터, c2=전쟁기계, c3=
, hp= /  / , mana= / , ad= /  / , ar= / , as=, range=)]

#### 아칼리
[include(틀:전략적 팀 전투/챔피언4
, champname=아칼리, champimg=akali_Supremecell.jpg
, set=15, c1=슈프림 셀, c2=처형자, c3=
, hp= /  / , mana= / , ad= /  / , ar= / , as=, range=)]

#### 애쉬
[include(틀:전략적 팀 전투/챔피언4
, champname=애쉬, champimg=ashe_Crystalrose.jpg
, set=15, c1=수정 갬빗, c2=결투가, c3=
, hp= /  / , mana= / , ad= /  / , ar= / , as=, range=)]

#### 유미
[include(틀:전략적 팀 전투/챔피언4
, champname=유미, champimg=yuumi_Battleprincipal.jpg
, set=15, c1=전투사관학교, c2=신동, c3=
, hp= /  / , mana= / , ad= /  / , ar= / , as=, range=)]

#### 자르반 4세
[include(틀:전략적 팀 전투/챔피언4
, champname=자르반 4세, champimg=jarvanIV_Maskedjustice_tft.jpg
, set=15, c1=거대 메크, c2=책략가, c3=
, hp= /  / , mana= / , ad= /  / , ar= / , as=, range=)]
역할군은 주문력 탱커.[*탱커]
스킬 사용 시 거대한 드릴로 지면을 내리꽂는다. 메카 파일럿과 드릴의 조합은 천원돌파 그렌라간을 연상시킨다.

#### 징크스
[include(틀:전략적 팀 전투/챔피언4
, champname=징크스, champimg=jinx_Starguardian.jpg
, set=15, c1=별 수호자, c2=저격수, c3=
, hp= /  / , mana= / , ad= /  / , ar= / , as=, range=)]

#### 카르마
[include(틀:전략적 팀 전투/챔피언4
, champname=카르마, champimg=karma_Maskedjustice_tft.jpg
, set=15, c1=거대 메크, c2=마법사, c3=
, hp= /  / , mana= / , ad= /  / , ar= / , as=, range=)]

#### 크산테
[include(틀:전략적 팀 전투/챔피언4
, champname=크산테, champimg=ksante_Empyrean.jpg
, set=15, c1=악령, c2=봉쇄자, c3=
, hp= /  / , mana= / , ad= /  / , ar= / , as=, range=)]

### 5단계

#### 그웬
[include(틀:전략적 팀 전투/챔피언5
, champname=그웬, champimg=gwen_Soulfighter.jpg
, set=15, c1=소울 파이터, c2=마법사, c3=
, hp= /  / , mana= / , ad= /  / , ar= / , as=, range=)]

#### 리 신
[include(틀:전략적 팀 전투/챔피언5
, champname=리 신, champimg=leeSin_Dragonfist.jpg
, set=15, c1=태세의 대가, c2=, c3=
, hp= /  / , mana= / , ad= /  / , ar= / , as=, range=)]

#### 바루스
[include(틀:전략적 팀 전투/챔피언5
, champname=바루스, champimg=varus_Empyrean.jpg
, set=15, c1=악령, c2=저격수, c3=
, hp= /  / , mana= / , ad= /  / , ar= / , as=, range=)]
역할군은 공격력 마법사.[*마법사]

#### 브라움
[include(틀:전략적 팀 전투/챔피언5
, champname=브라움, champimg=braum_Eltigre.jpg
, set=15, c1=레슬링 챔피언, c2=프로레슬러, c3=요새
, hp= /  / , mana= / , ad= /  / , ar= / , as=, range=)]

#### 세라핀
[include(틀:전략적 팀 전투/챔피언5
, champname=세라핀, champimg=seraphine_Starguardian_PCver.jpg
, set=15, c1=별 수호자, c2=신동, c3=
, hp= /  / , mana= / , ad= /  / , ar= / , as=, range=)]

#### 요네
[include(틀:전략적 팀 전투/챔피언5
, champname=요네, champimg=yone_Maskedjustice.jpg
, set=15, c1=거대 메크, c2=이단아, c3=
, hp= /  / , mana= / , ad= /  / , ar= / , as=, range=)]

#### 자이라
[include(틀:전략적 팀 전투/챔피언5
, champname=자이라, champimg=2021_Crystal Rose.jpg
, set=15, c1=수정 갬빗, c2=장미 어머니, c3=
, hp= /  / , mana= / , ad= /  / , ar= / , as=, range=)]

#### 트위스티드 페이트
[include(틀:전략적 팀 전투/챔피언5
, champname=트위스티드 페이트, champimg=twistedFate_Odyssey.jpg
, set=15, c1=해적 선장, c2=크루, c3=
, hp= /  / , mana= / , ad= /  / , ar= / , as=, range=)]

### 증강 전용 기물

#### 에코
[include(틀:전략적 팀 전투/챔피언5
, champname=에코, champimg=2015_Academy_2.jpg
, set=15, c1=, c2=, c3=
, hp= /  / , mana= / , ad= /  / , ar= / , as=, range=)]
프리즘 증강인 이세계 증강에서만 등장하는 기물로 랜덤한 시너지 하나를 보유한채로 등장한다